# 总统府
总统府（或總統宮）是指包括总统等共和制國家元首的官邸或辦公室所在地，通常被視為一個國家的最高政治權力象徵。

## 列表
本表收錄世界各國的總統府、或共和制國家元首之駐地。

### 亚洲
- 大韓民國總統室，位于首爾市龙山区。
- 新加坡總統府（Istana），位于新加坡乌节路。
- 蒙古国國家宮，位于烏蘭巴托。
- 菲律賓馬拉坎南宮，位于馬尼拉市。
- 印度尼西亞獨立宮（Merdeka Palace），位于雅加達。
- 东帝汶總統府，位于帝力。
- 緬甸總統府，位于奈比多。
- 以色列總統府，位于耶路撒冷。
- 巴勒斯坦國穆卡塔（英语：Mukataa），位于拉姆安拉。
- 伊朗總統辦公室（英语：Presidential Administration of Iran）和薩阿德·奧包德宮殿群，位於德黑蘭。
- 伊拉克拉德瓦尼亚宫（英语：Radwaniyah Palace），位于巴格达。
- 叙利亚總統府，位于大馬士革。
- 葉門總統府，位于薩那。
- 阿富汗總統府，位于喀布爾。
- 黎巴嫩巴卜达宫（英语：Baabda Palace），位于贝鲁特。
- 印度总统府（Rashtrapati Bhavan），位于德里。
- 巴基斯坦總統府（Aiwan-e-Sadr），位于伊斯兰堡。
- 孟加拉厅，位于達卡。
- 斯里蘭卡總統府和總統秘書處（英语：Presidential Secretariat），位于可倫坡。
- 馬爾地夫總統府（Muliaage），位于馬累。
- 總統府，位于阿什哈巴德。
- 總統府，位于努爾蘇丹。
- 庫克薩羅伊總統府（Kuksaroy），位于塔什干。
- 杜尚貝萬國宮（英语：Palace of Nations, Dushanbe），位于杜尚貝。
- 白宮和阿拉阿查國家官邸（英语：Ala Archa State Residence）（Ala Archa），位于比什凱克。
- 亞美尼亞总统府（Presidential Palace, Yerevan），位于葉里溫。
- 賽普勒斯尼科西亞總統府，位于尼科西亞。
- 中華民國總統府，位於臺北市中正區博愛特區[1]。

### 欧洲
- 法國爱丽舍宫，位于巴黎。
- 德国贝尔维尤宫，位于柏林。
- 義大利奎里纳尔宫，位于罗马。
- 葡萄牙贝伦宫，位于里斯本。
- 俄羅斯克里姆林宫，位于莫斯科。
- 奥地利霍夫堡皇宮，位于維也納。
- 匈牙利山多爾宮，位于布達佩斯。
- 捷克布拉格城堡，位于布拉格。
- 斯洛伐克格拉蘇爾科維奇宮，位于布拉提斯拉瓦。
- 希腊總統府，位于雅典。
- 爱尔兰總統府，位于都柏林。
- 冰島總統府，位于加尔扎拜尔奧爾塔內斯。
- 波蘭總統府，位于華沙。
- 芬兰总统府，位于赫尔辛基。
- 保加利亚拉爾戈，位于索菲亞。
- 羅馬尼亞科特罗切尼宫，位于布加勒斯特。
- 阿尔巴尼亚總統辦公大樓（英语：Presidential Office Building, Tirana），位于地拉那。
- 塞爾維亞新王宮，位于貝爾格萊德。
- 總統府，位于萨格勒布。
- 斯洛維尼亞總統宮，位于盧比安納。
- 蒙特內哥羅藍宮（英语：Blue Palace），位于採蒂涅。
- 北馬其頓沃德诺山别墅（英语：Villa Vodno），位于史高比耶。
- 拉脫維亞里加城堡，位于里加。
- 爱沙尼亚總統宮（英语：Presidential Palace (Tallinn)），位于塔林。
- 立陶宛總統府，位于維爾紐斯。
- 馬爾他圣安东宫（英语：San Anton Palace），位于阿塔爾德。
- 摩尔多瓦總統府，位于基希讷乌。
- 乌克兰總統府和瑪麗亞宮，位于基輔。
- 白俄羅斯明斯克獨立宮和總統府（вул. К. Маркса, 38.），位于明斯克。

### 美洲
- 美国白宮，位于華盛頓哥倫比亞特區。
- 墨西哥国家宫，位于墨西哥城。
- 總統府（西班牙语：Casa Presidencial de Honduras），位於特古西加爾巴。
- 尼加拉瓜總統府（西班牙语：Casa Naranja），位於馬那瓜。
- 薩爾瓦多總統府，位於聖薩爾瓦多。
- 國家文化宮，位於瓜地馬拉城。
- 總統府（西班牙语：Casa Presidencial de Costa Rica），位于聖荷西。
- 海地國家宮，位于太子港。
- 国家宫（英语：National Palace (Dominican Republic)），位於聖多明各。
- 巴拿马蒼鹭宫（西班牙语：Palacio de Las Garzas），位於巴拿馬城。
- 巴西普拉纳托宫和晨曦宮，位于巴西利亚。
- 阿根廷总统府，位于布宜诺斯艾利斯市。
- 秘魯政府宮，位于利馬。
- 智利拉莫內達宮，位于聖地牙哥。
- 哥伦比亚納里尼奧宮（西班牙语：Casa de Nariño），位于波哥大。
- 玻利维亚總統府，位於拉巴斯。
- 卡隆德莱特宫（西班牙语：Palacio de Carondelet），位于基多。
- 巴拉圭羅培茲宮，位于亞松森。
- 乌拉圭行政樓（英语：Executive Tower, Montevideo），位于蒙得維的亞。
- 苏里南總統府，位于帕拉马里博。
- 總統府，位于乔治敦。
- 委內瑞拉米拉弗洛雷斯宮，位于卡拉卡斯。

### 非洲
- 阿尔及利亚毛拉迪亞宮（法语：Palais d'El Mouradia），位于阿尔及尔。
- 安哥拉總統府（葡萄牙語：Palácio Presidencial de Angola），位于羅安達。
- 總統府（法语：Palais de la Marina），位于科托努。
- 總統府，位于嘉柏隆里。
- 總統府，位于布瓊布拉。
- 布吉納法索科斯延宮（英语：Kosyam Palace），位于瓦加杜古。
- 中非文藝復興宮（英语：Renaissance Palace），位于班基。
- 總統府（法语：Palais rose (Tchad)），位于恩賈梅納。
- 貝特薩拉姆宮（法语：Palais de Beit-Salam），位于莫洛尼。
- 刚果共和国人民宮（法语：Palais du Peuple (Brazzaville)），位于布拉柴維爾。
- 總統府，位于吉布地市。
- 總統府，位于班竹。
- 赤道几内亚總統府，位于馬拉博。
- 几内亚總統府，位于科納克里。
- 總統府，位于比紹。
- 毛里塔尼亚總統府，位于努瓦克肖特。
- 總統府（法语：Palais présidentiel d'Abidjan），位于阿比讓。
- 衣索比亞國家宮（英语：National Palace, Addis Ababa），位于阿迪斯阿貝巴。
- 索馬里別墅（英语：Villa Somalia），位于摩加迪休。
- 纳米比亚總統府，位于溫得和克。
- 總統府，位于奈洛比。
- 利比里亚行政大樓（英语：Executive Mansion, Monrovia），位于蒙羅維亞。
- 科娄巴宫（法语：Palais de Koulouba），位于巴馬科。
- 奈及利亞總統府，位于阿布賈。
- 尼日尔總統府，位于尼亞美。
- 卢旺达總統府（Village Urugwiro），位于基加利。
- 塞内加尔共和國宮（法语：Palais de la République (Sénégal)），位于達喀爾。
- 苏丹共和國宮，位于喀土穆。
- 南蘇丹總統府，位于朱巴。
- 马拉维總統府和桑吉卡宮（Palais Sanjika），位于利隆圭和布蘭太爾。
- 多哥總統府，位于洛美。
- 加彭總統府，位于利伯維爾。
- 乌干达總統府，位于恩德培。
- 尚比亞總統府，位于盧薩卡。
- 辛巴威總統府，位于哈拉雷。
- 模里西斯總統府，位于莫卡區。

## 圖集

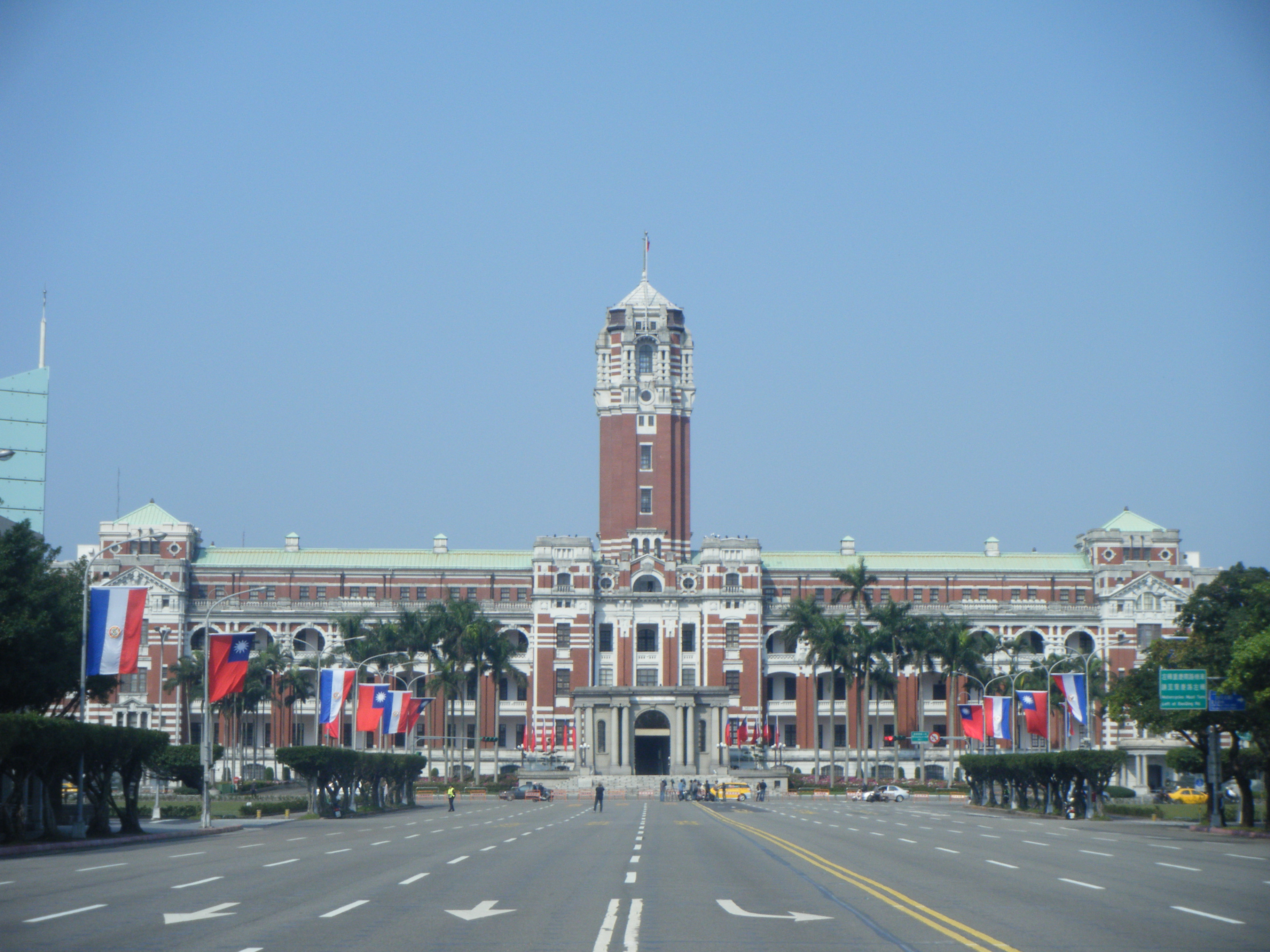
中華民國總統府
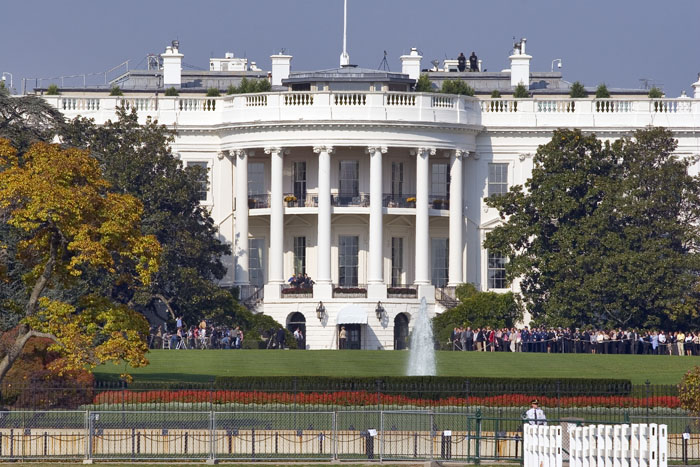
美國白宮
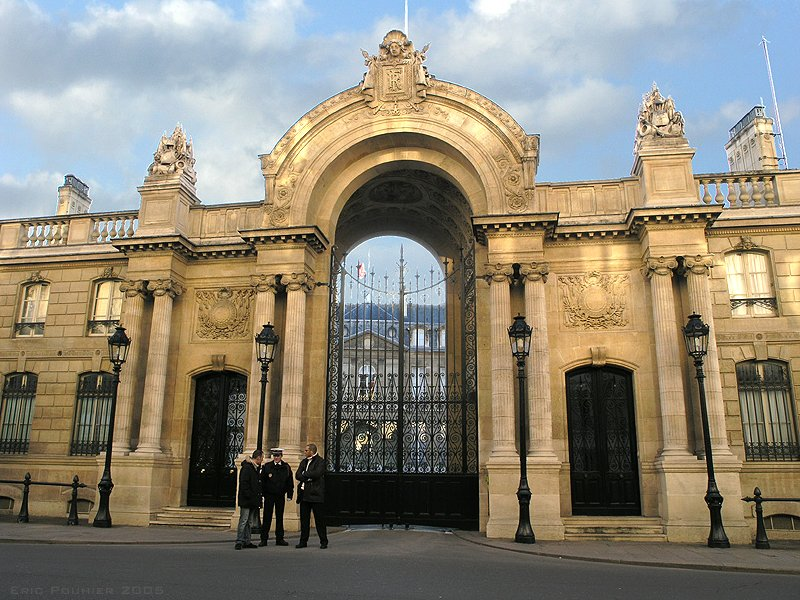
法國愛麗舍宮
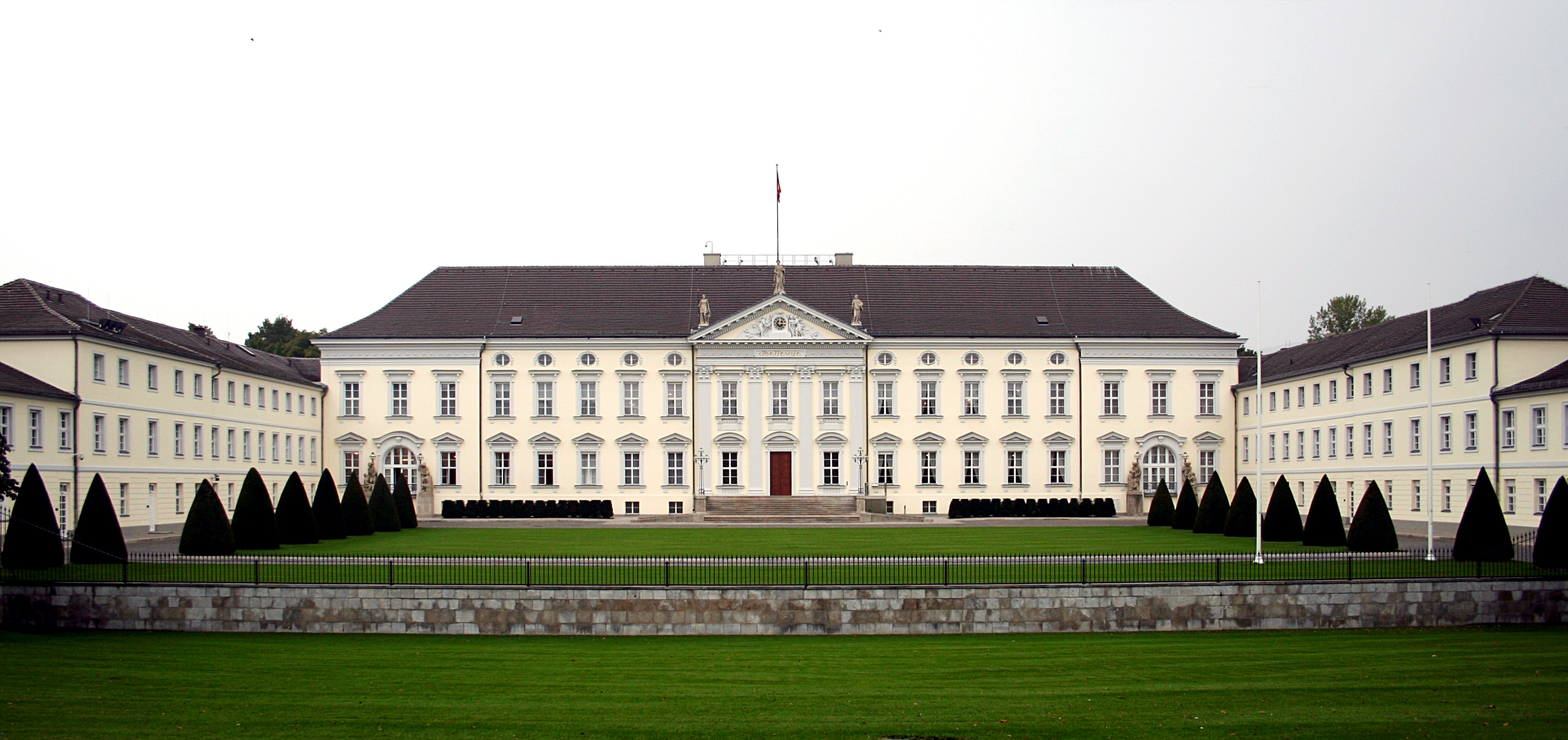
德國贝尔维尤宫
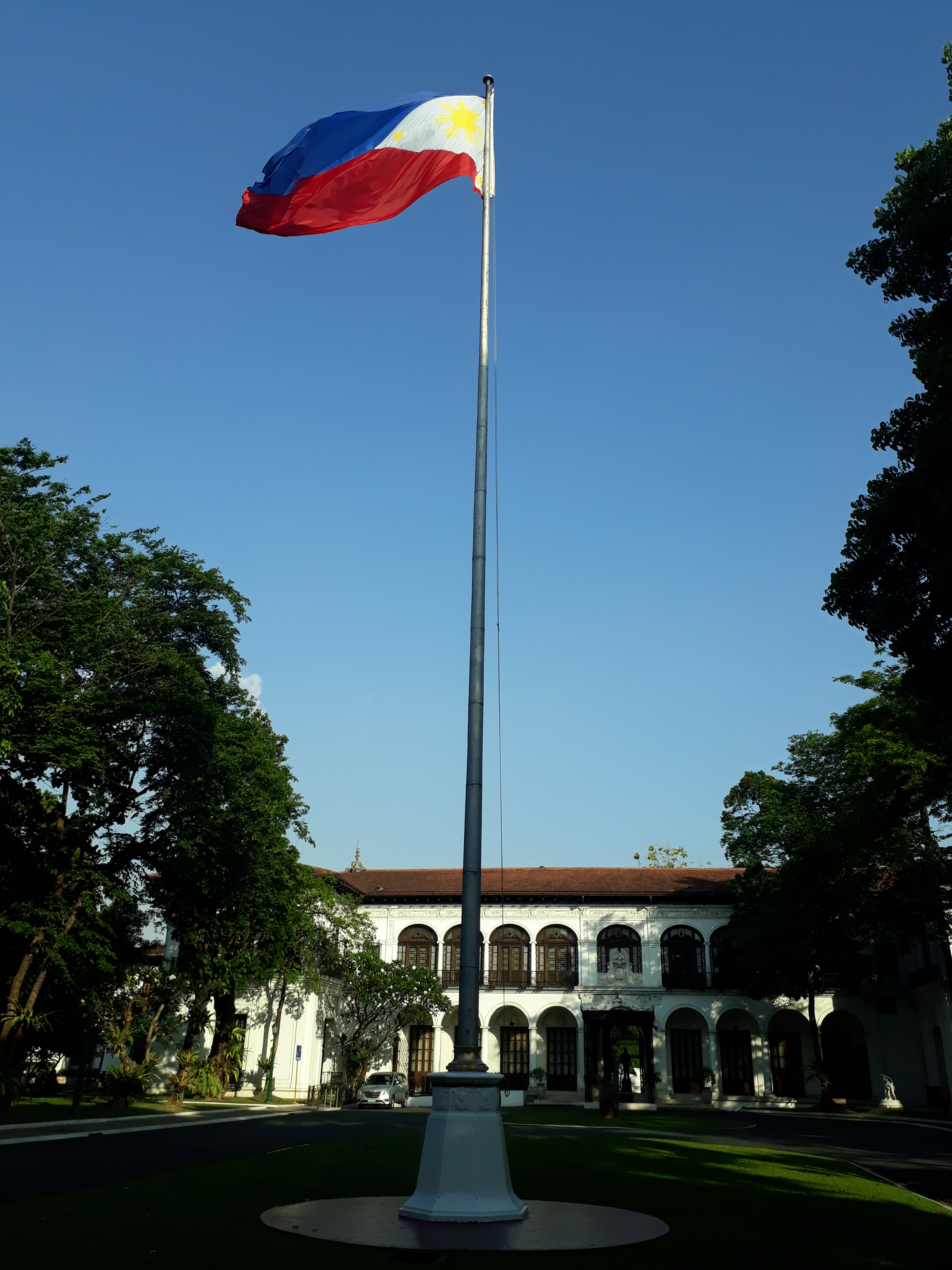
菲律賓馬拉坎南宮
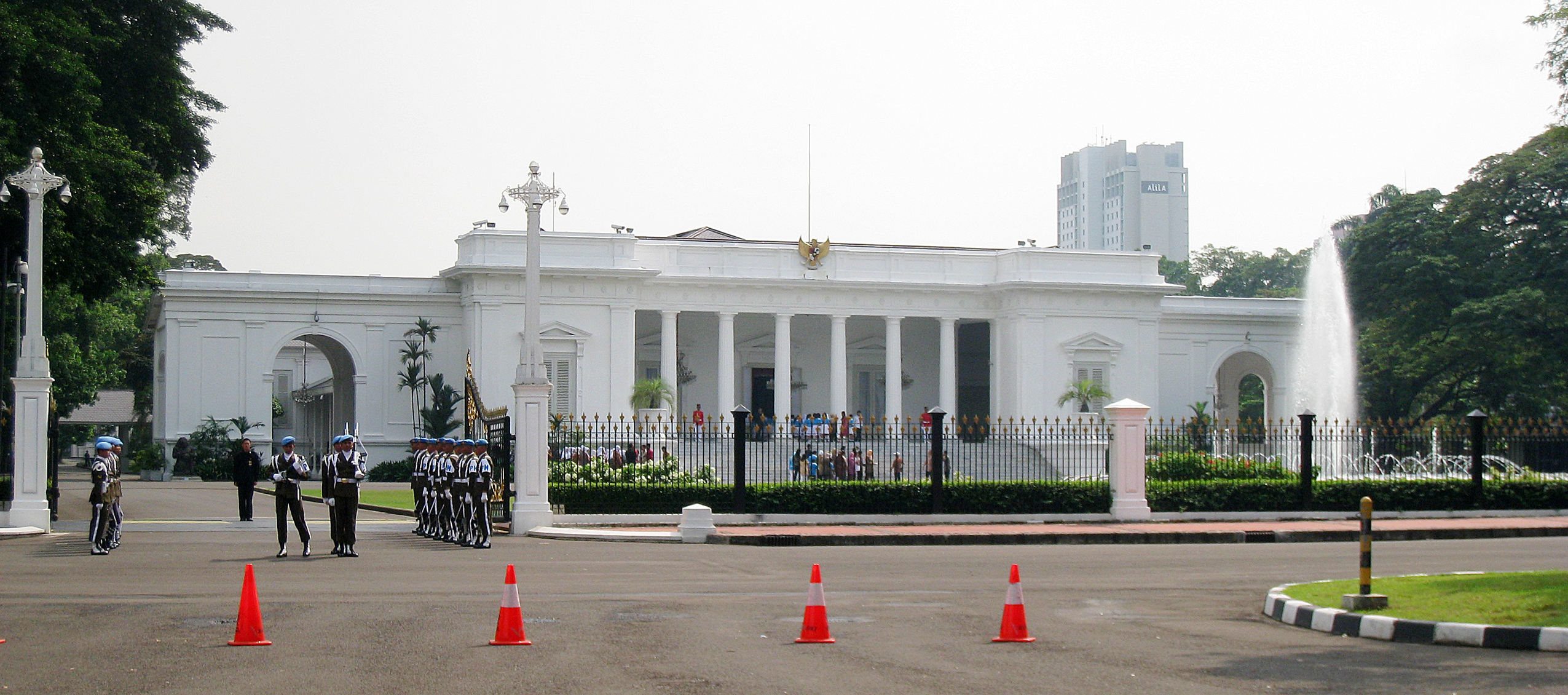
印尼獨立宮
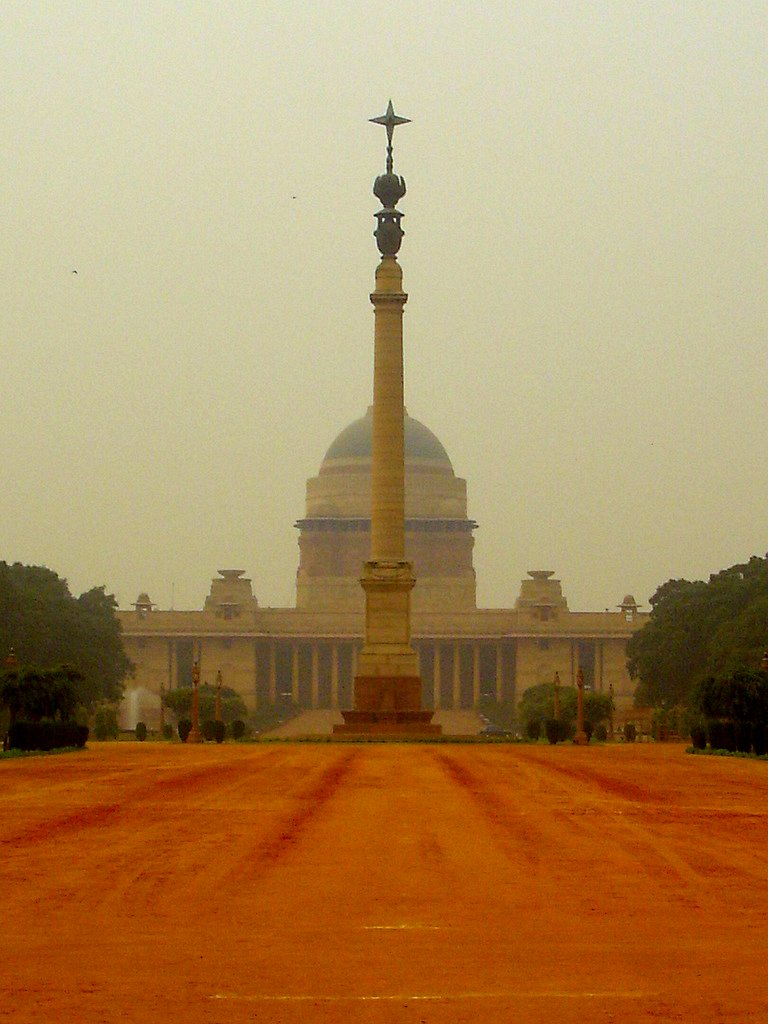
印度總統府
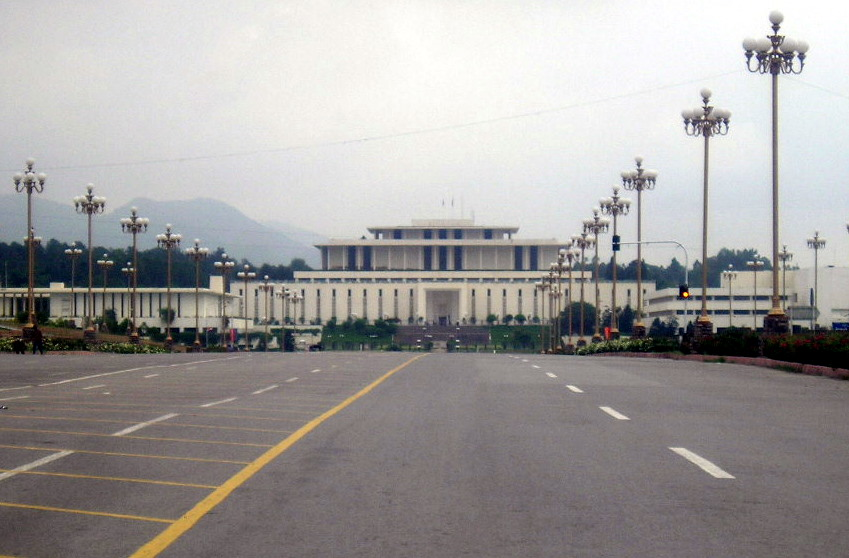
巴基斯坦總統府
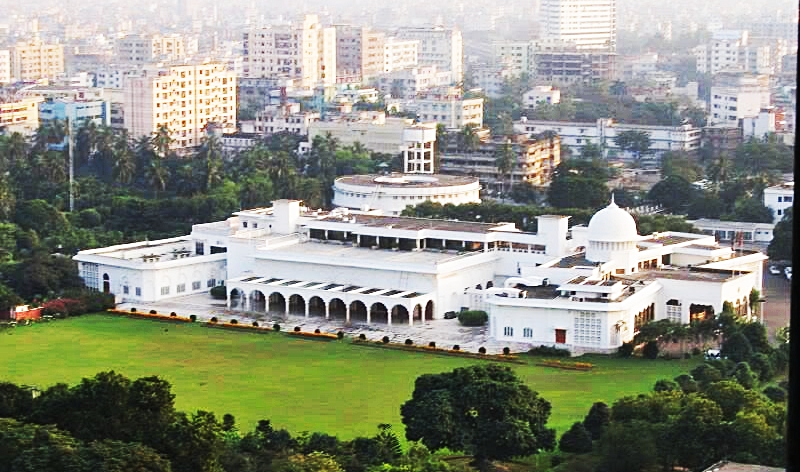
孟加拉孟加拉宫
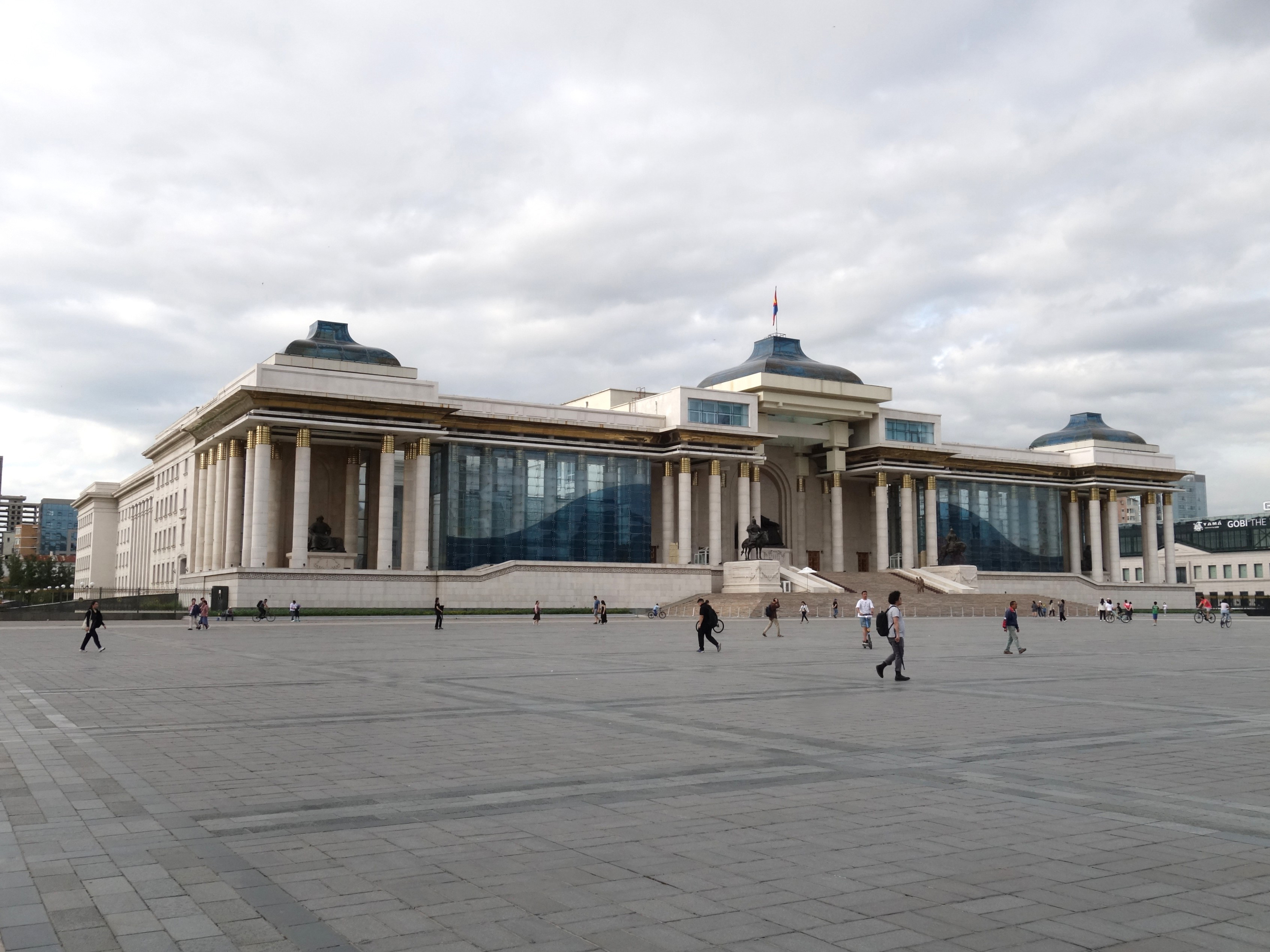
蒙古國家宮
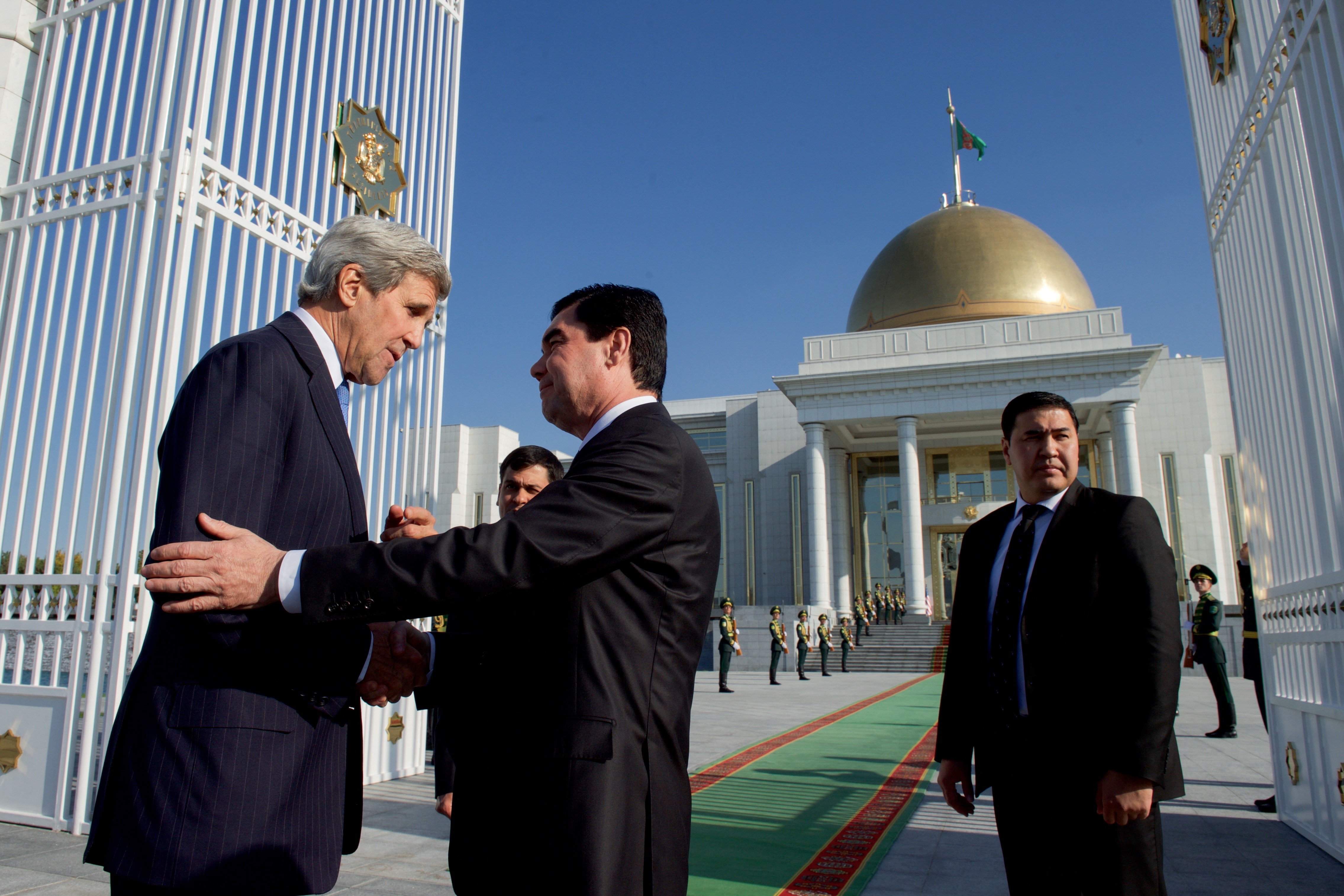
土庫曼總統府
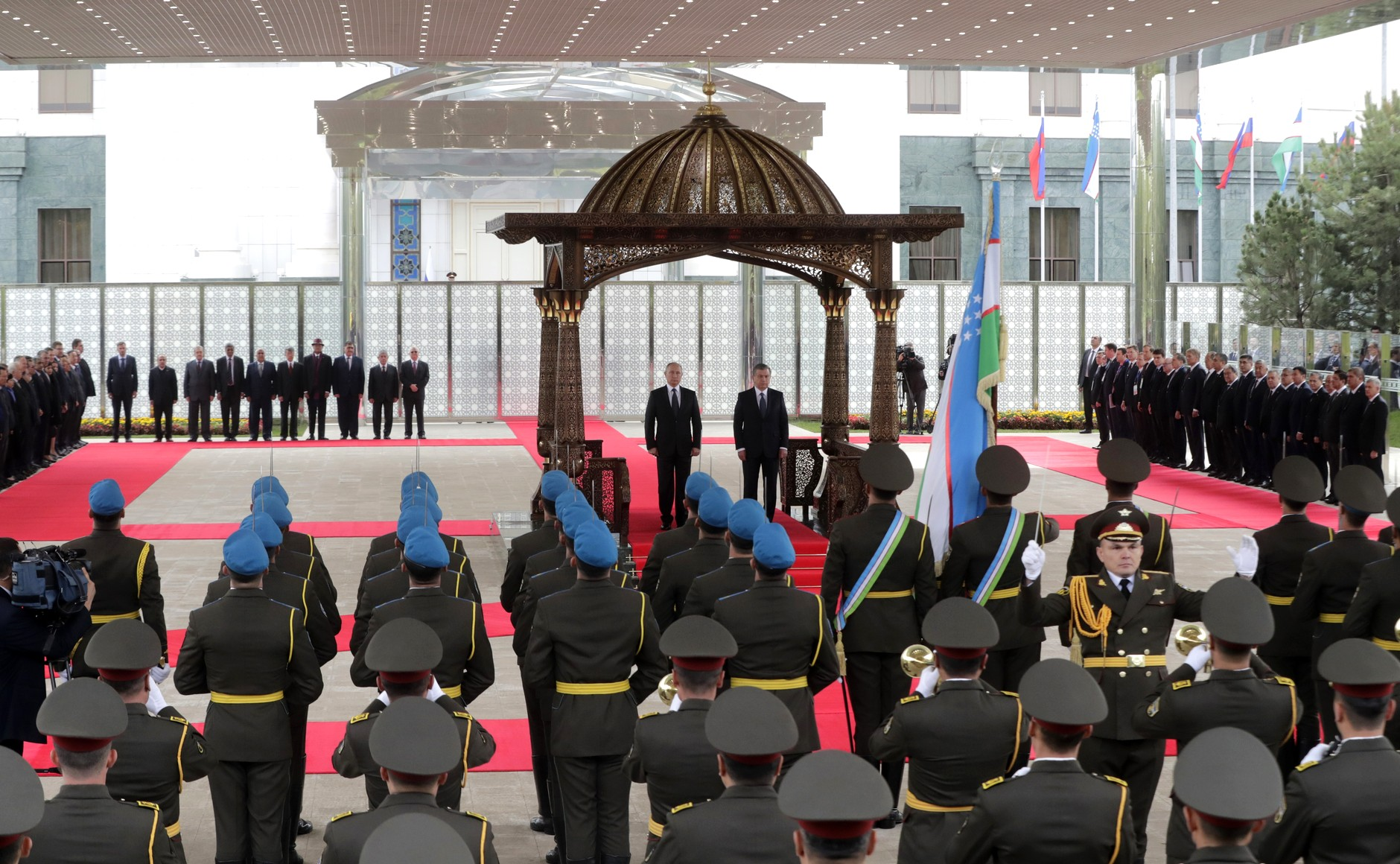
烏茲別克總統府
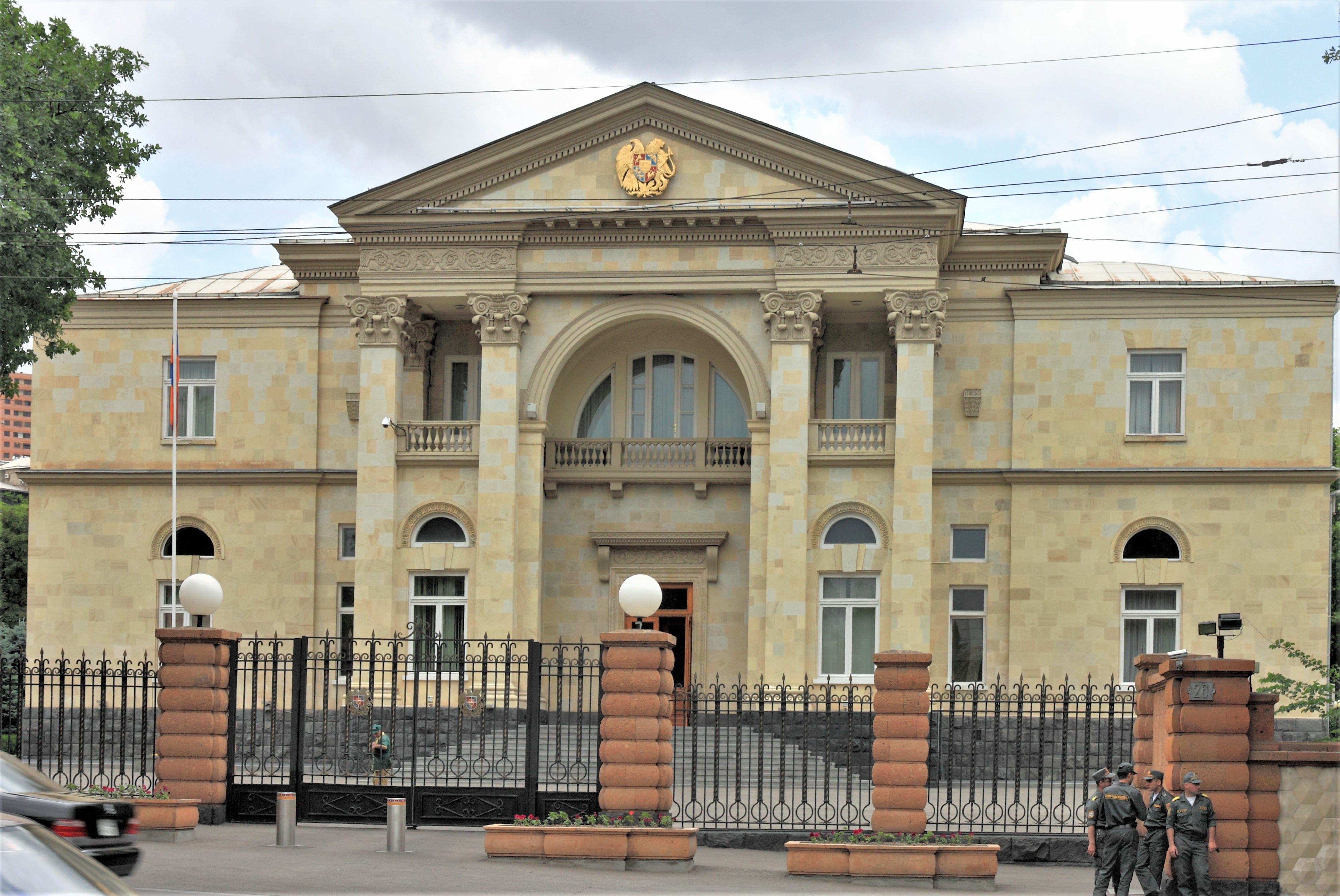
亞美尼亞總統府
喬治亞總統府
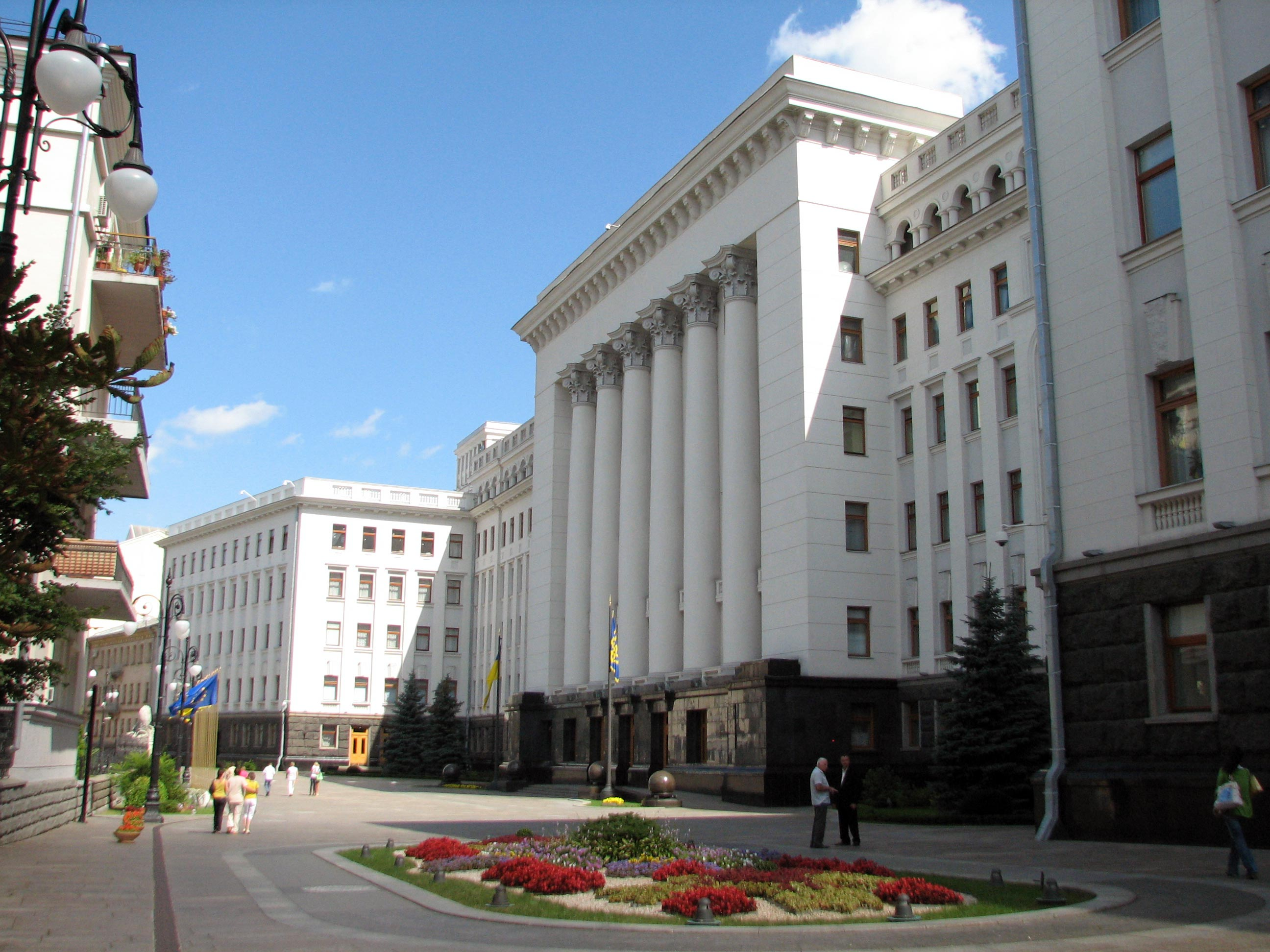
烏克蘭總統府
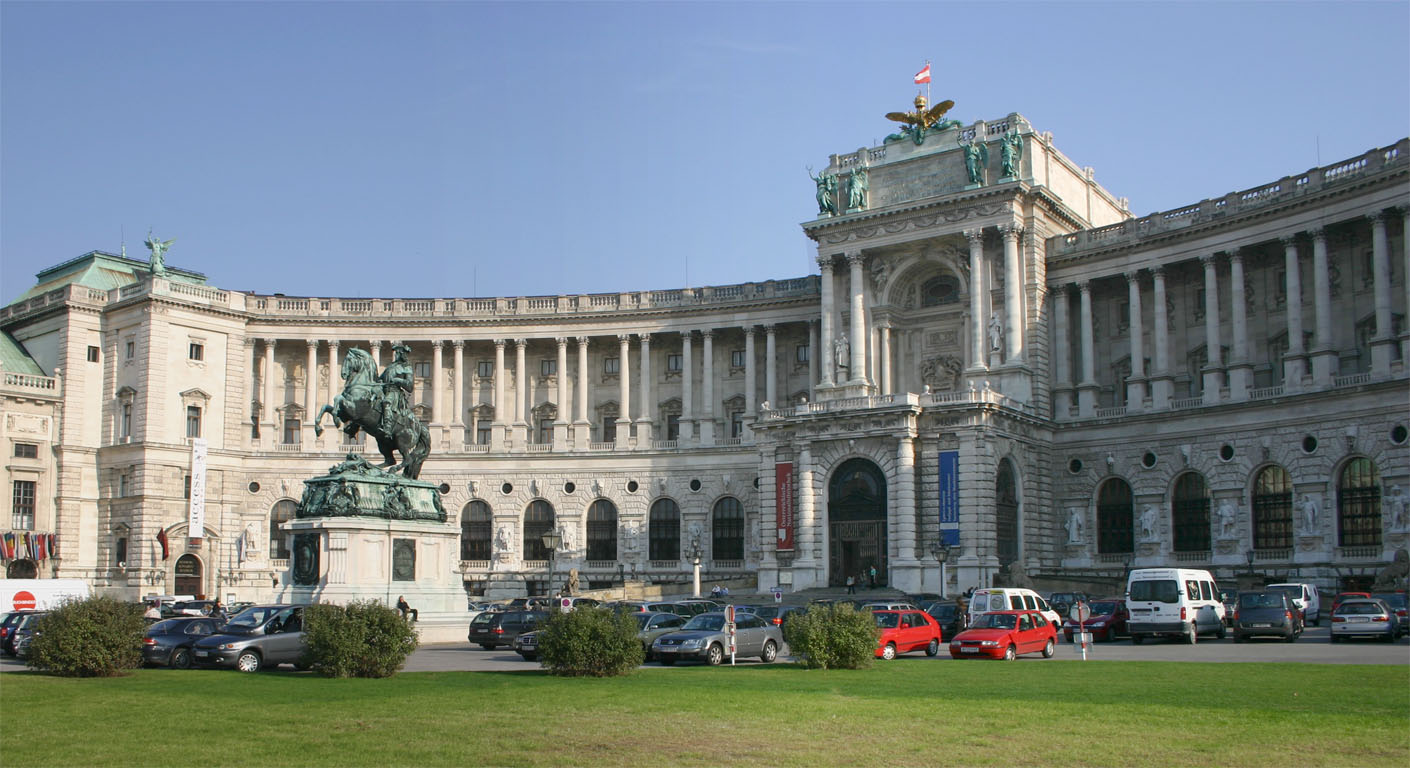
奧地利霍夫堡宮
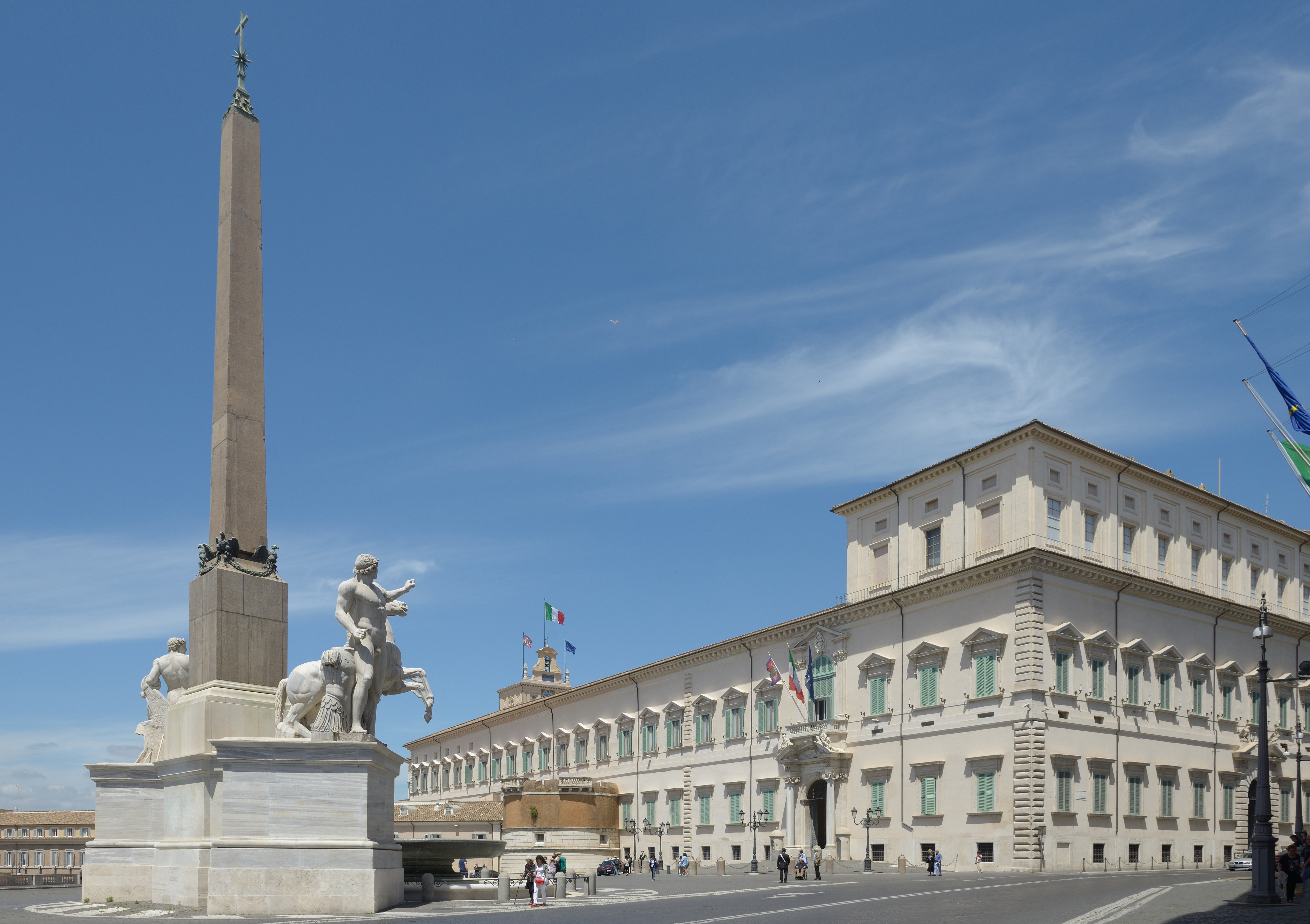
義大利奎里納爾宮
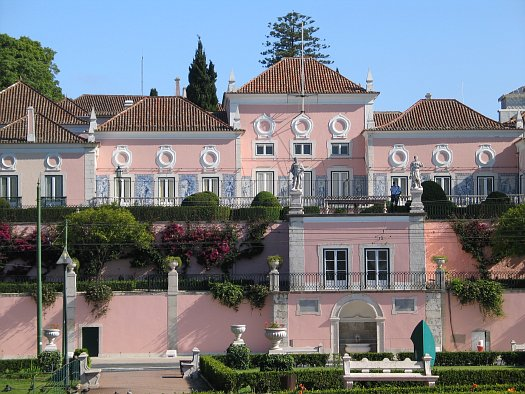
葡萄牙貝倫宮
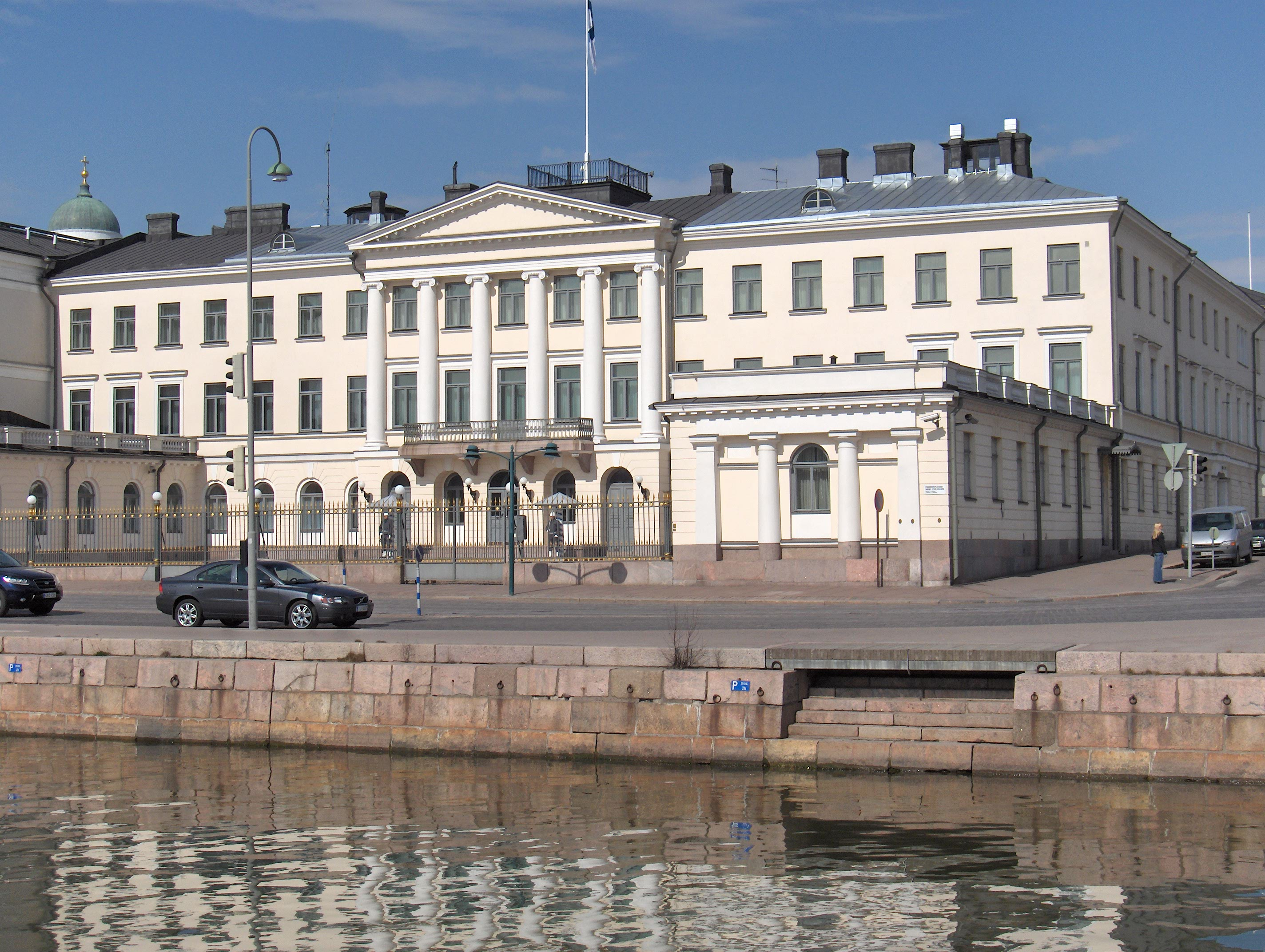
芬蘭總統府
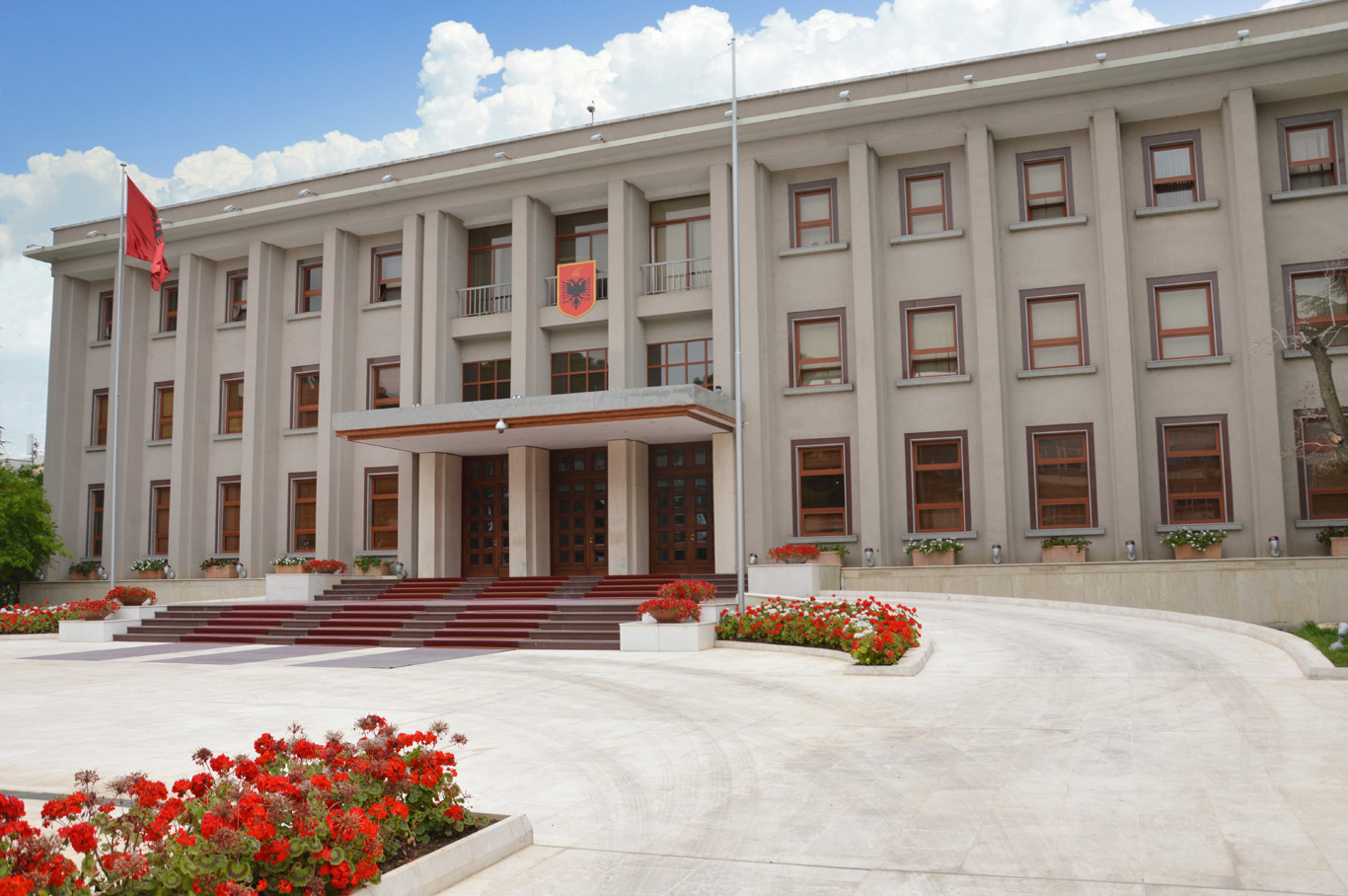
阿爾巴尼亞總統府
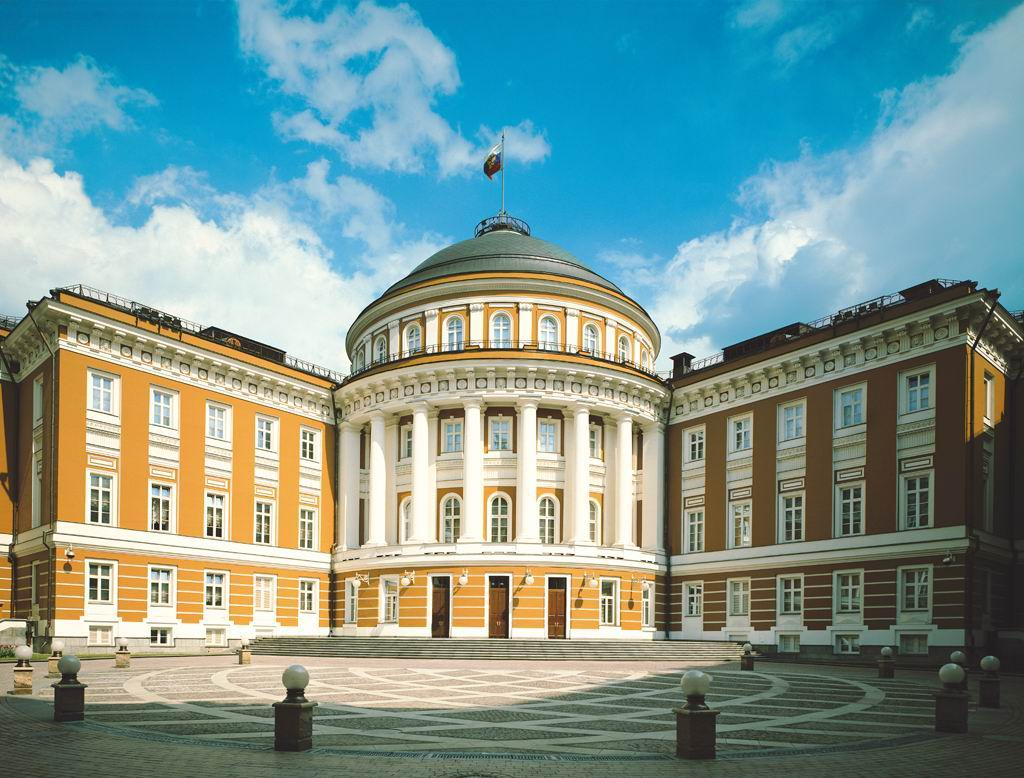
俄羅斯克里姆林宮
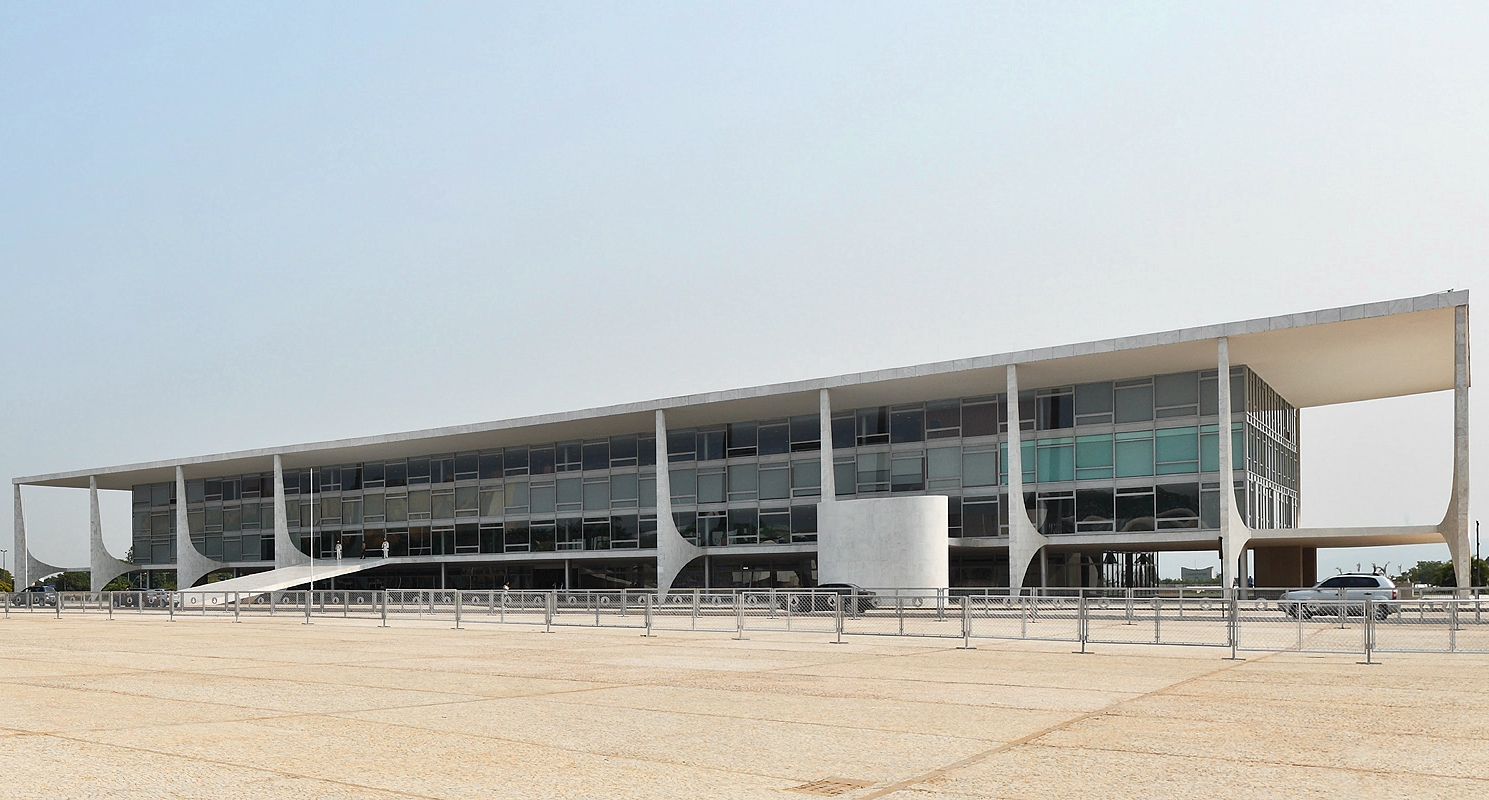
巴西普拉纳托宫
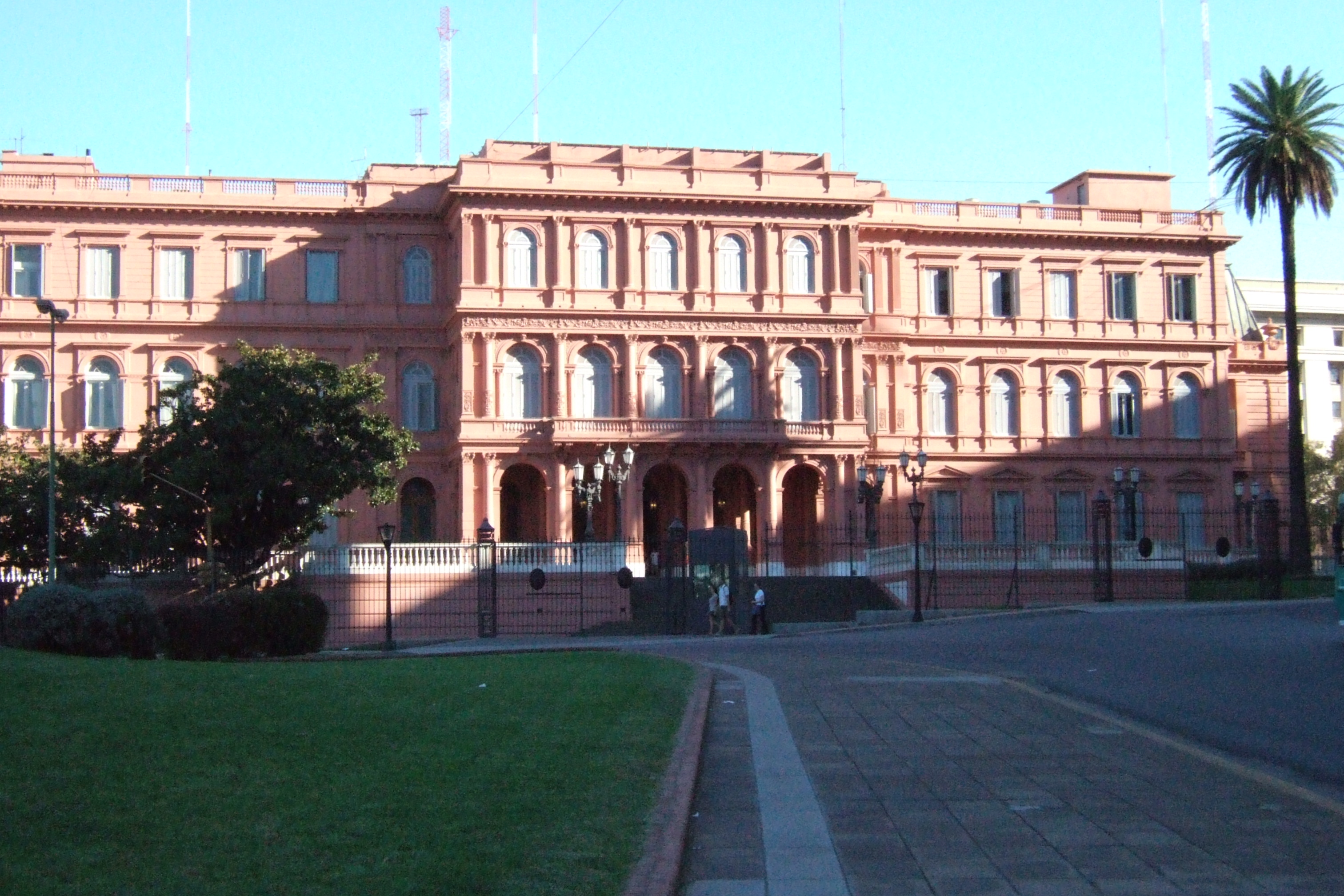
阿根廷玫瑰宮
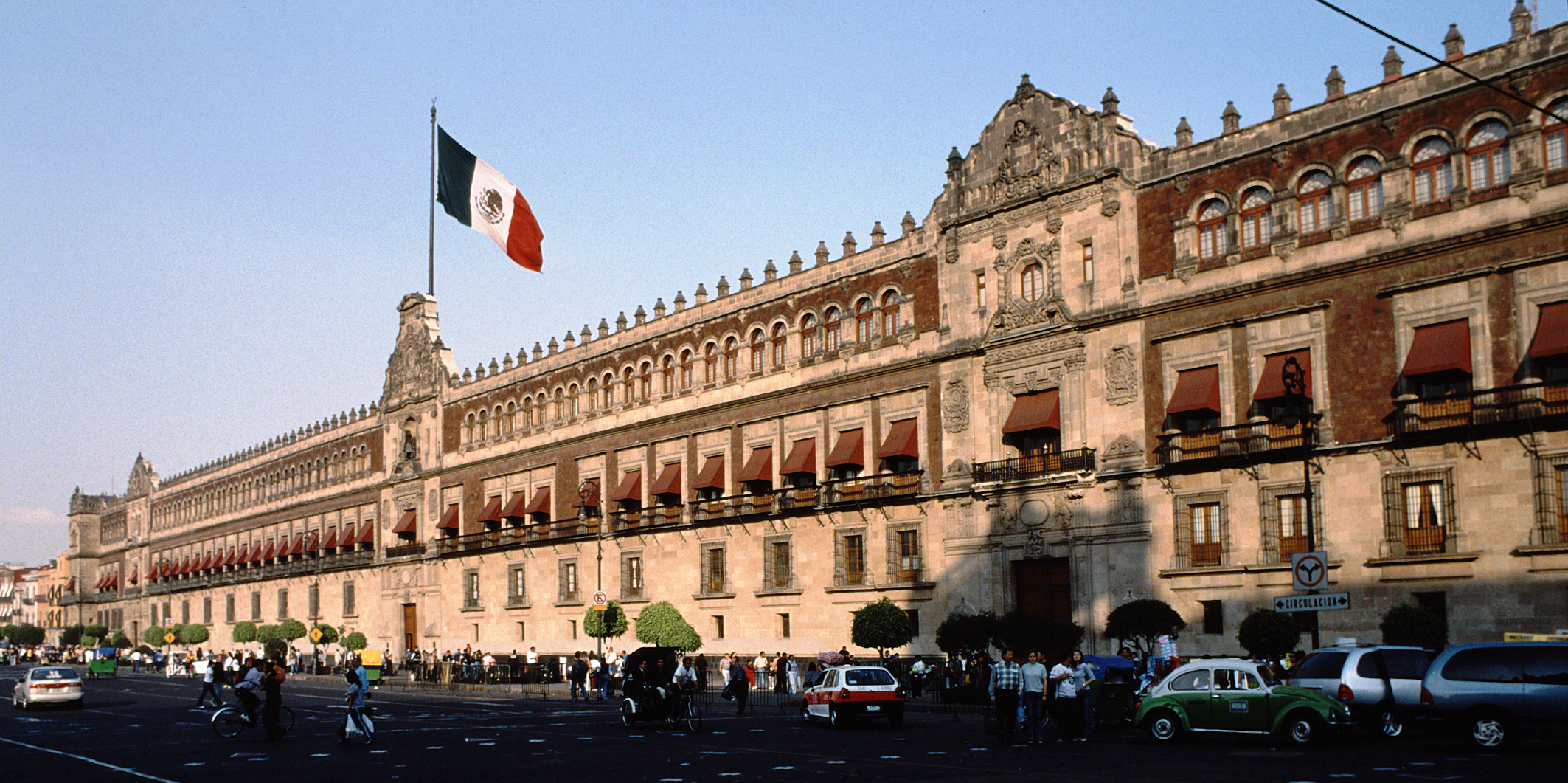
墨西哥國家宮
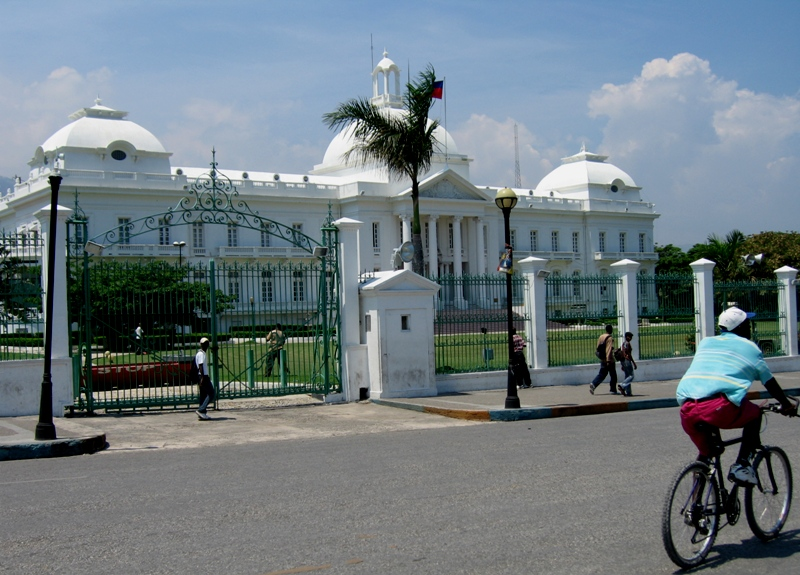
海地國家宮
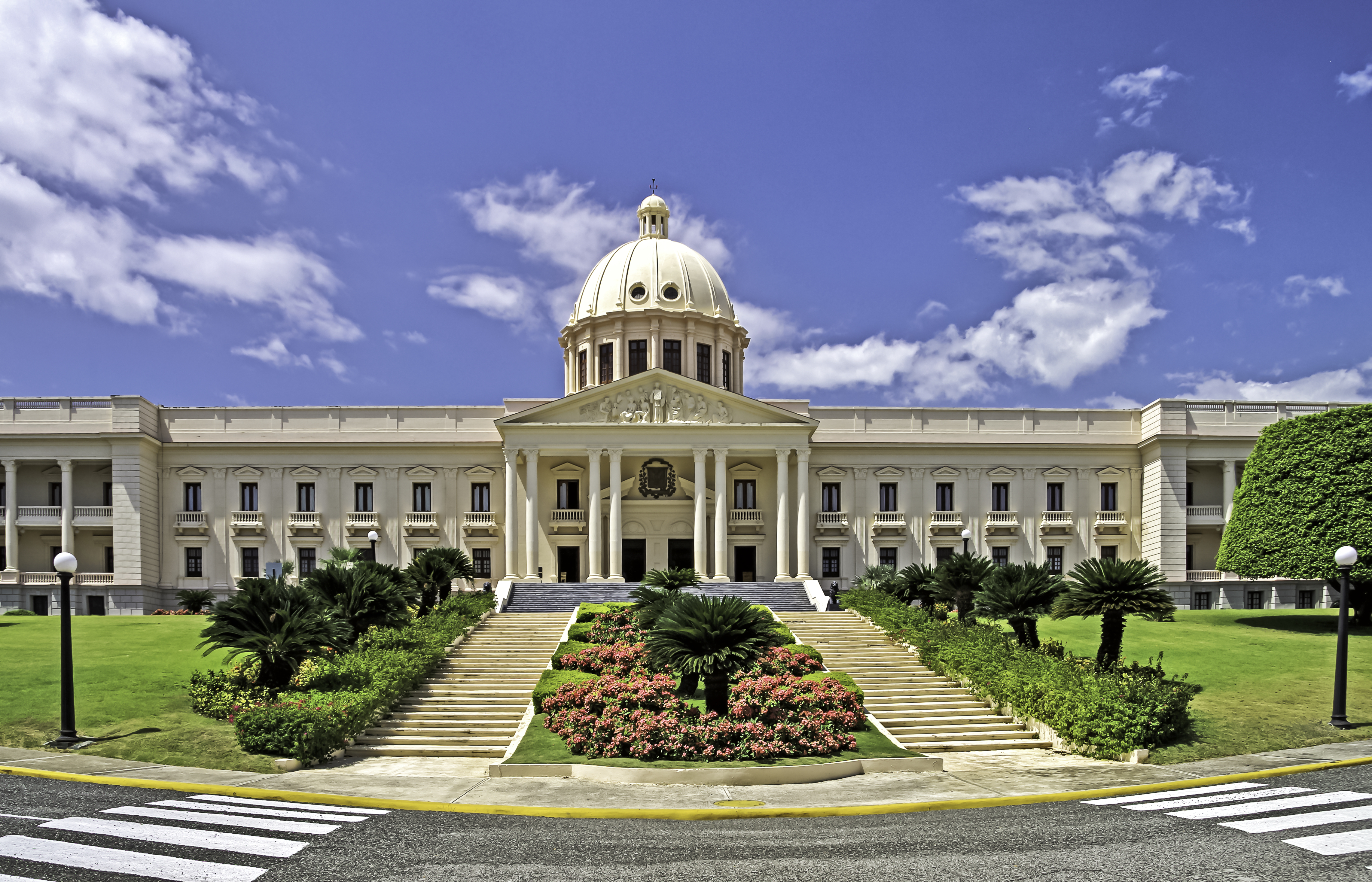
多明尼加共和國國家宮
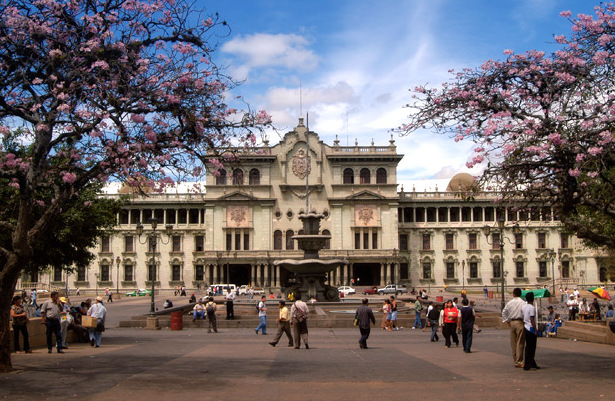
瓜地馬拉國家文化宮
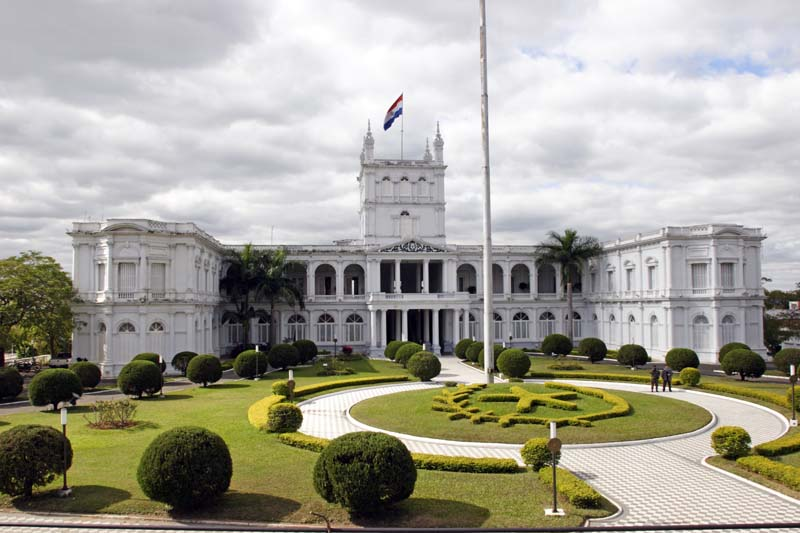
巴拉圭羅培茲宮
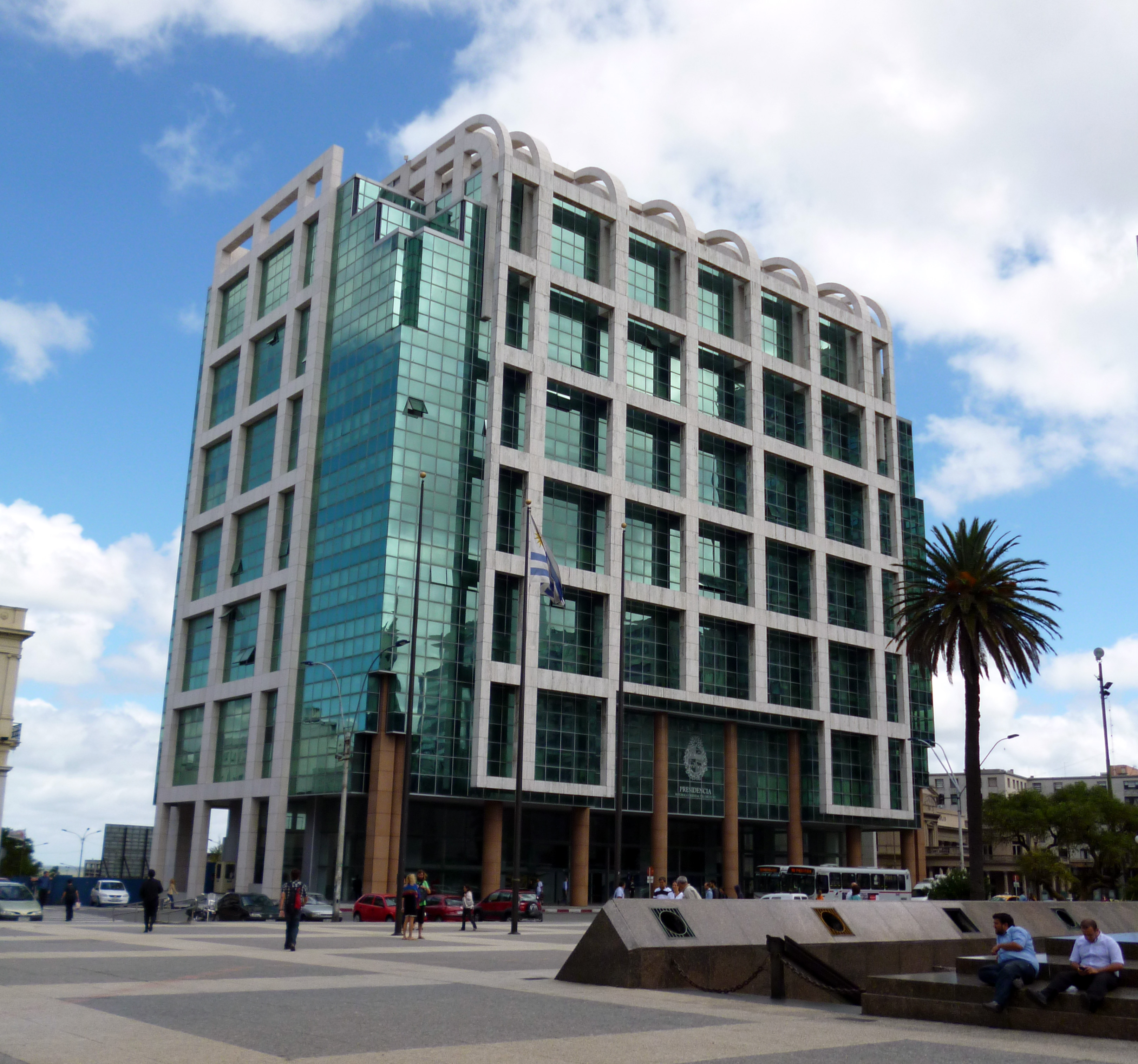
烏拉圭行政樓
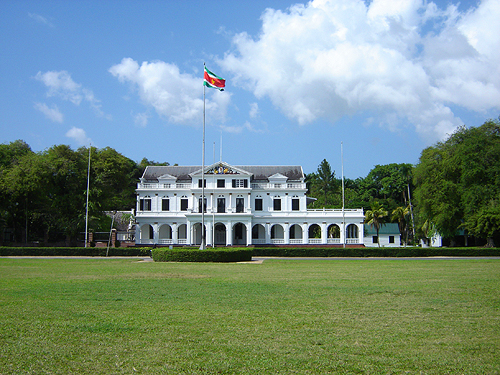
蘇利南總統府
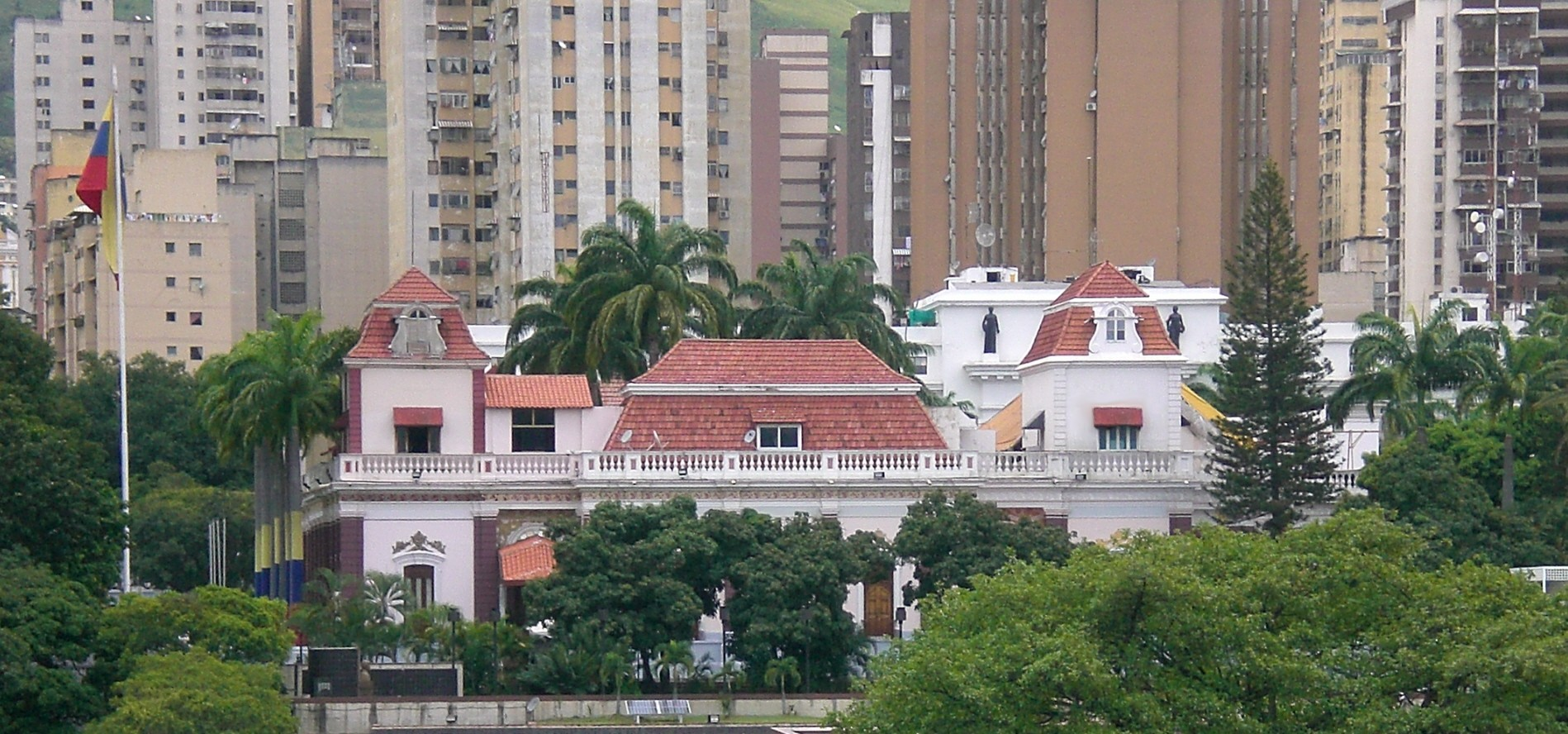
委內瑞拉米拉弗洛雷斯宮
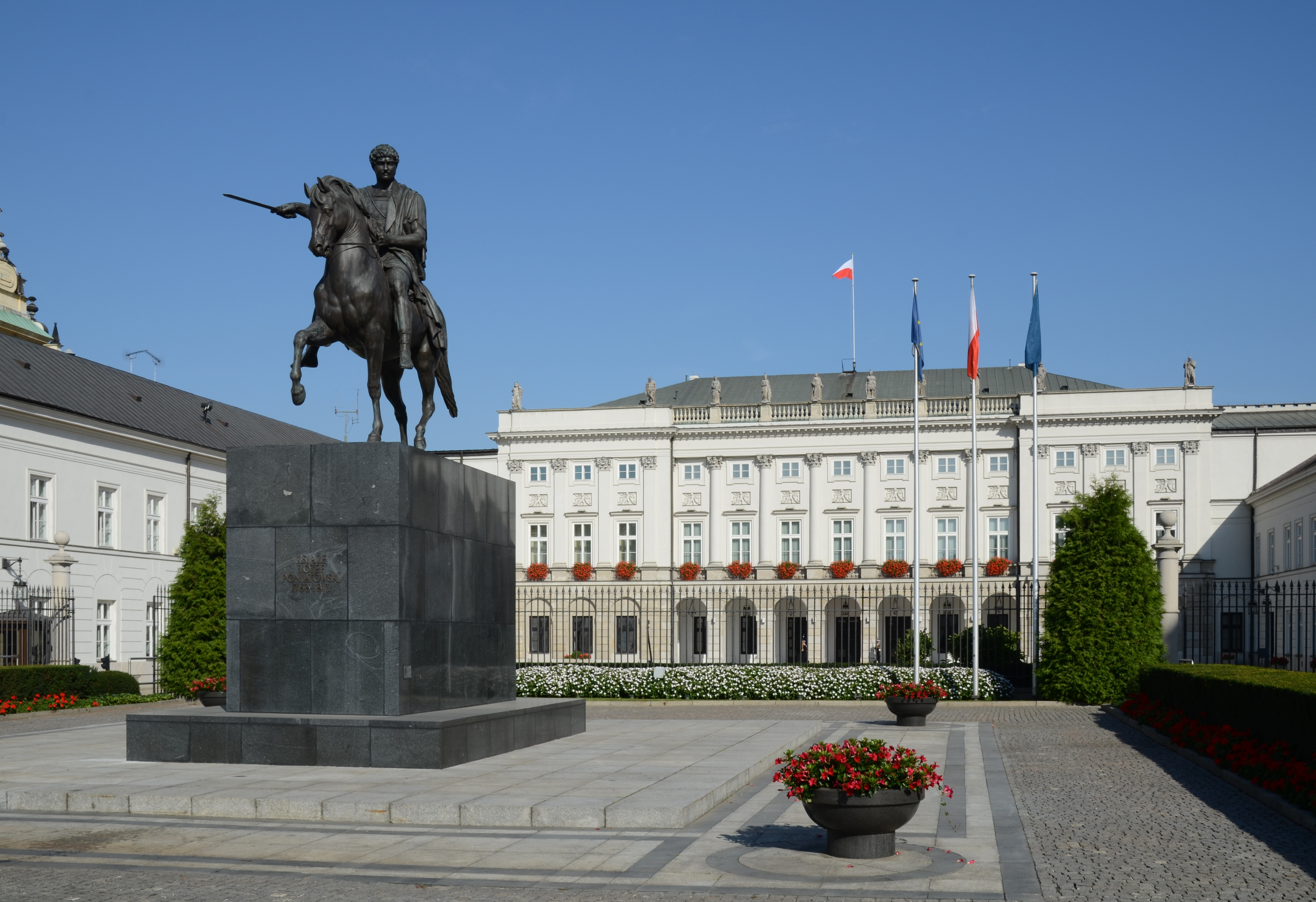
波蘭總統府
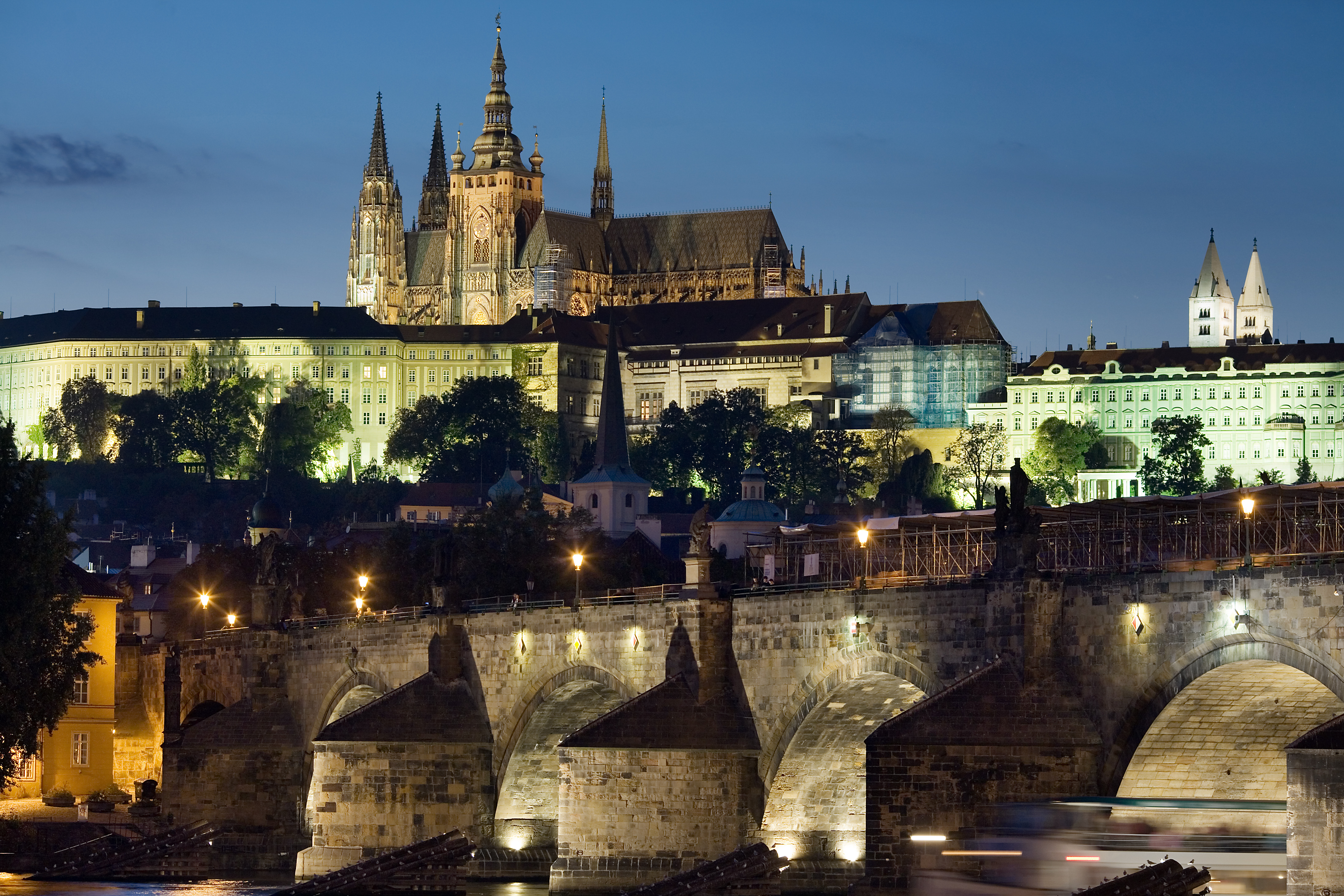
捷克布拉格城堡
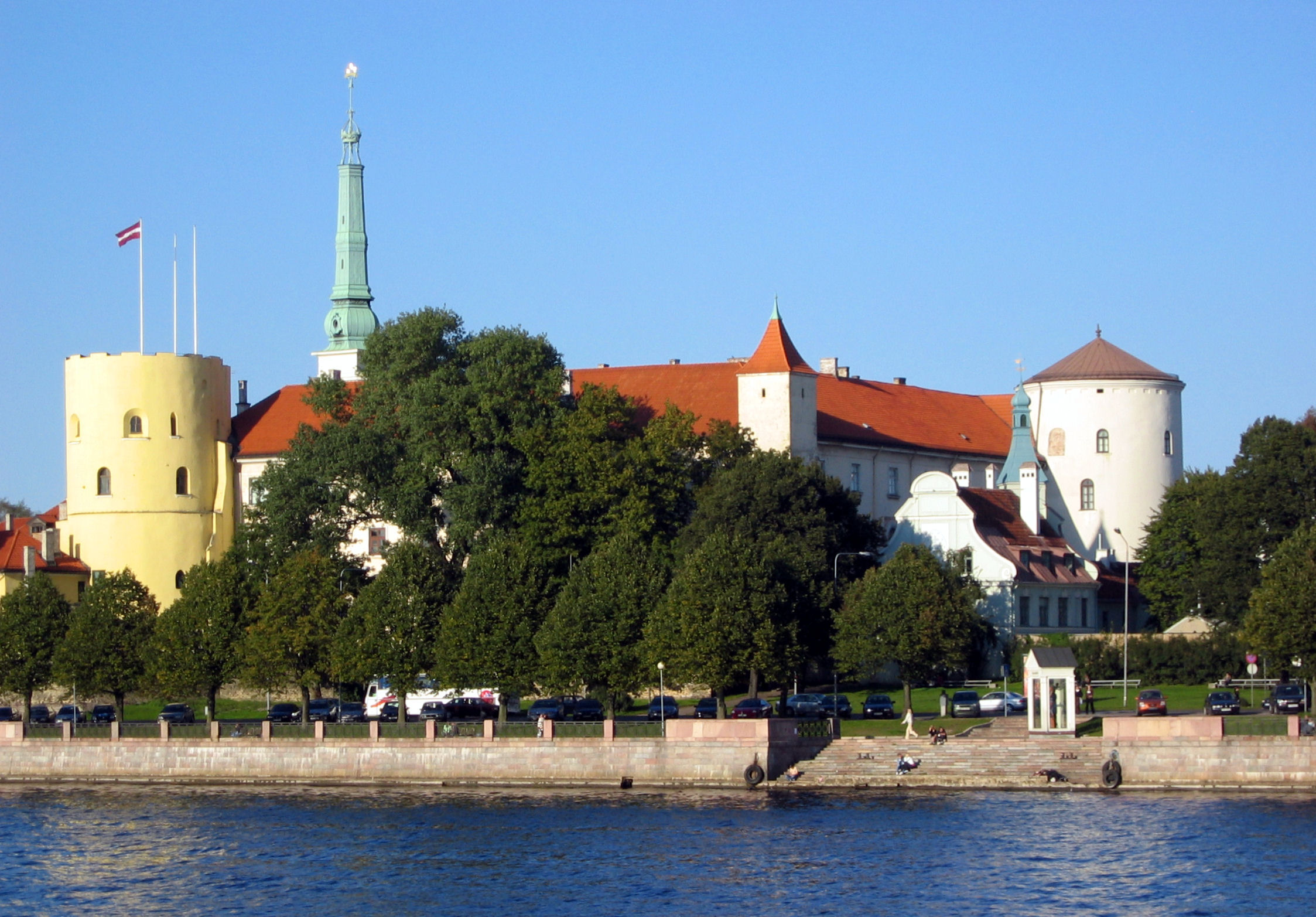
拉脫維亞里加城堡
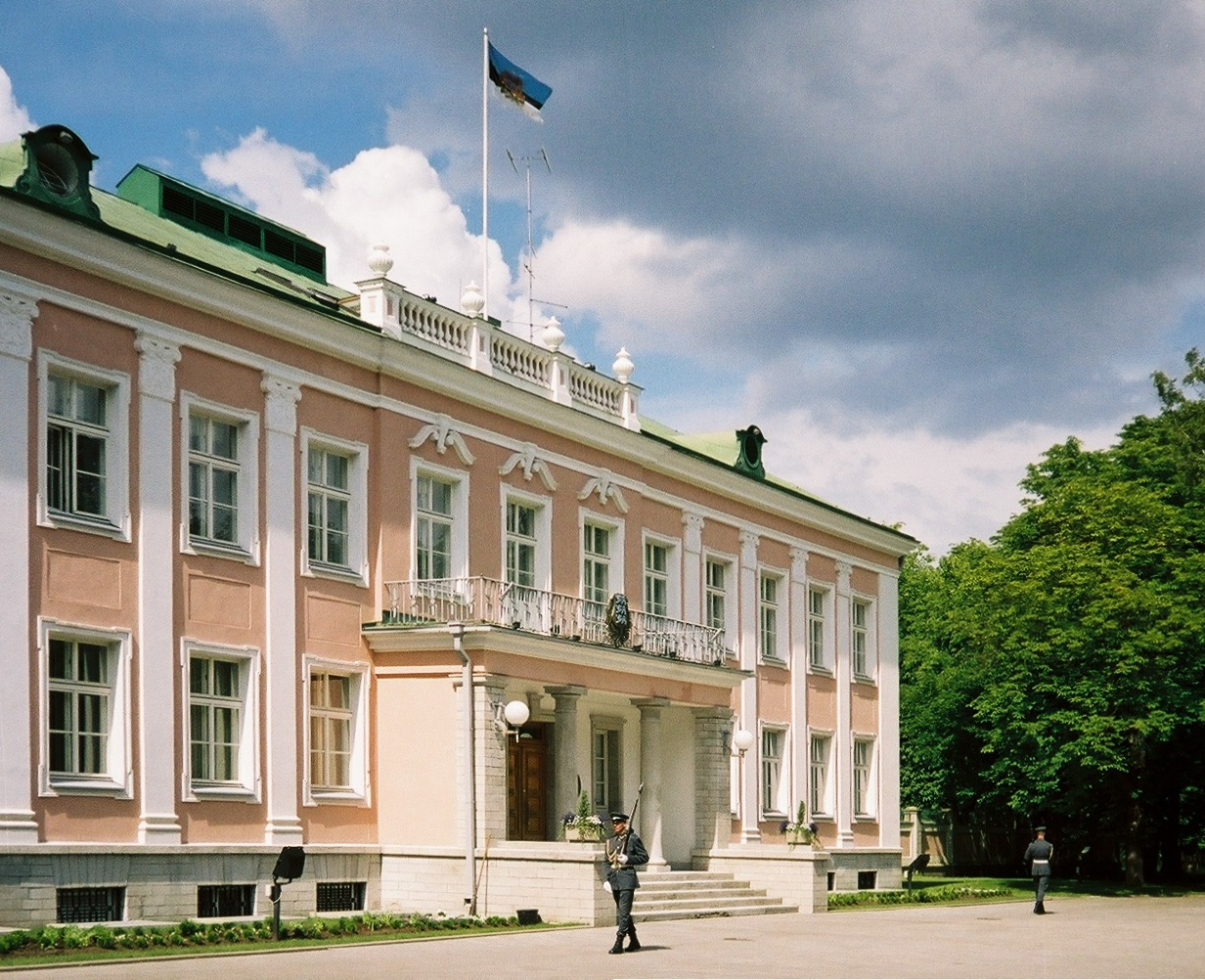
愛沙尼亞總統宮（英语：Presidential Palace (Tallinn)）
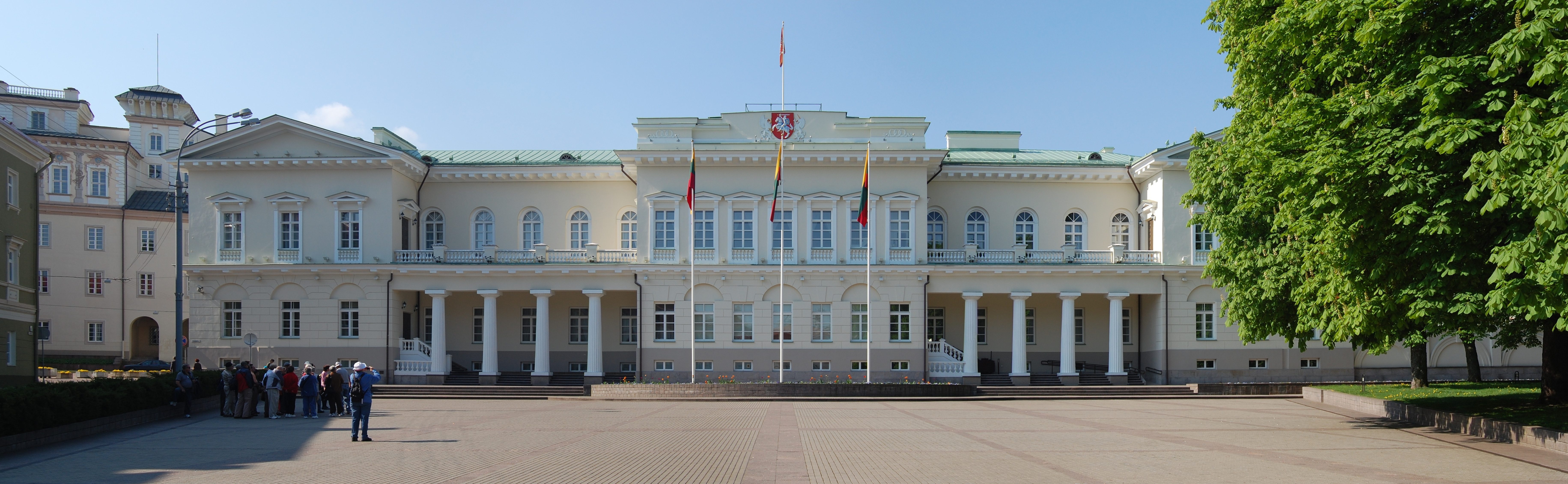
立陶宛總統府
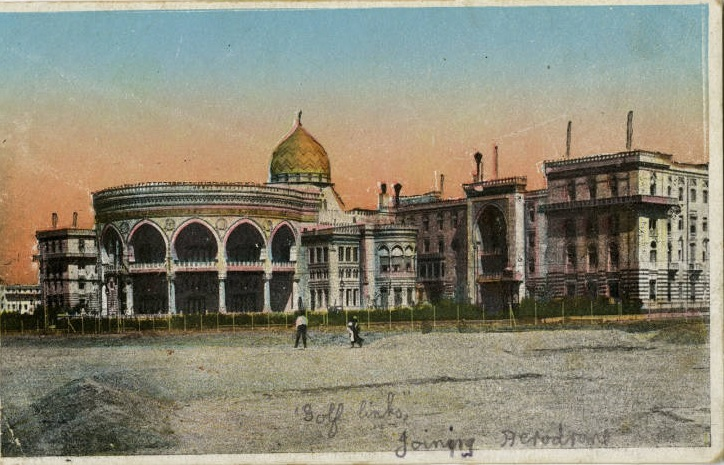
埃及總統府
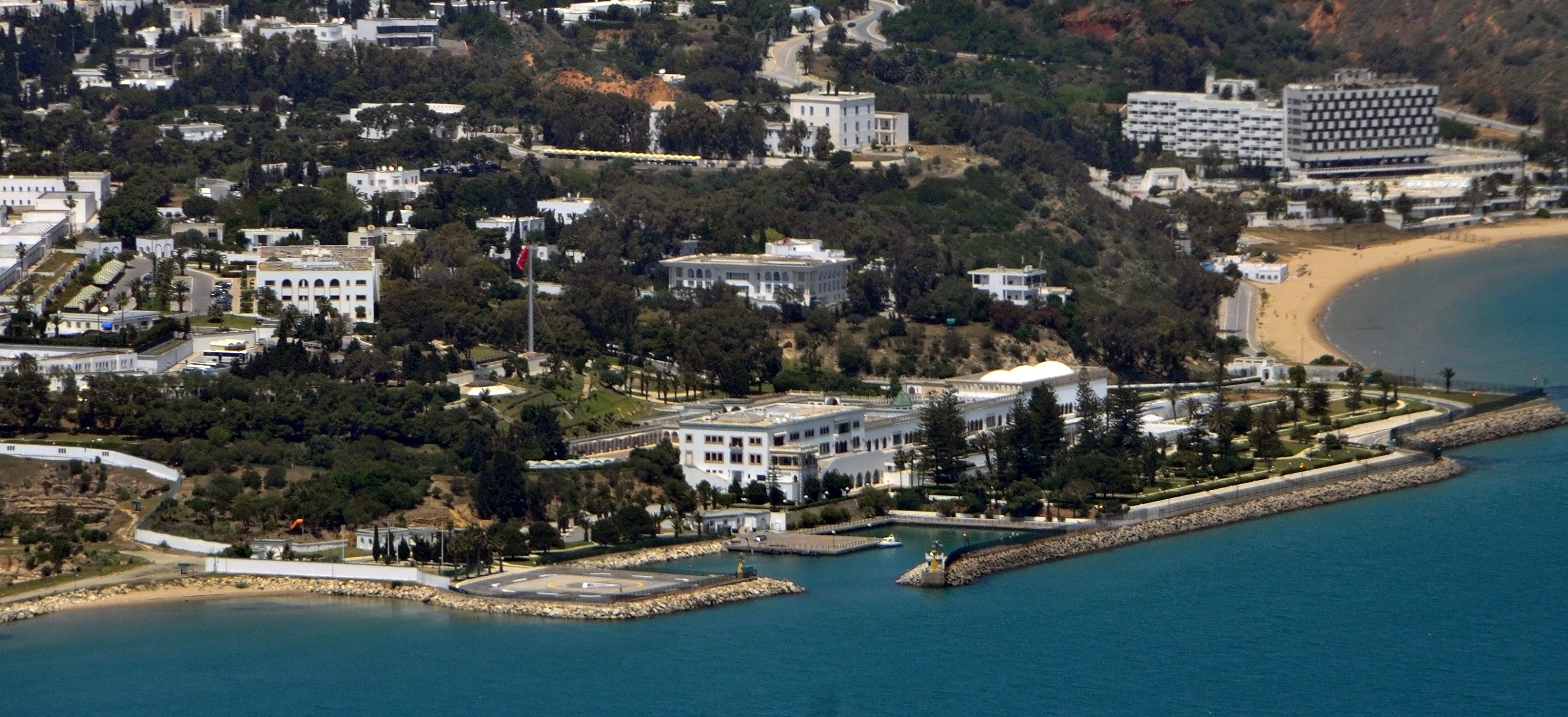
突尼西亞迦太基宮（英语：Carthage Palace）
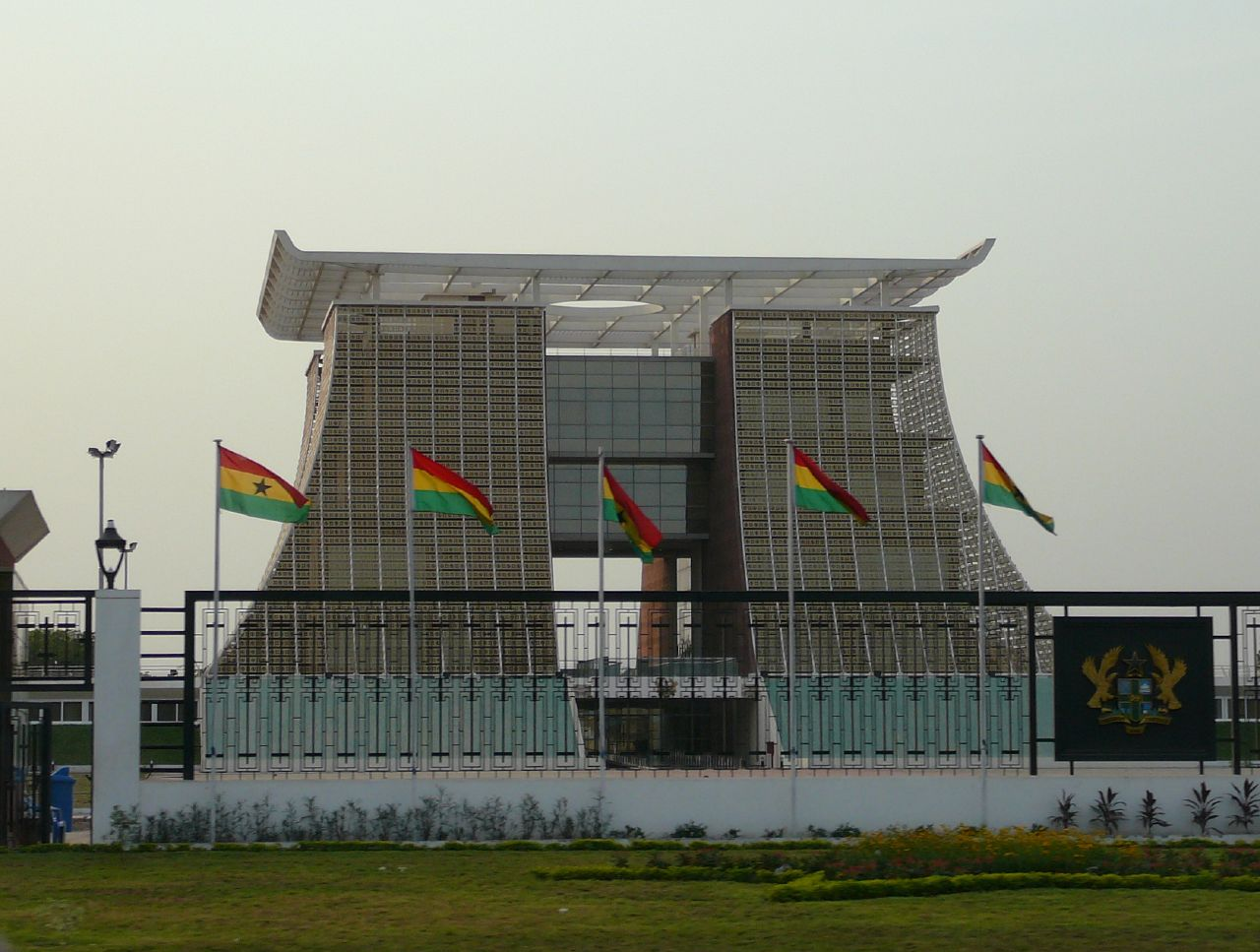
加納總統府
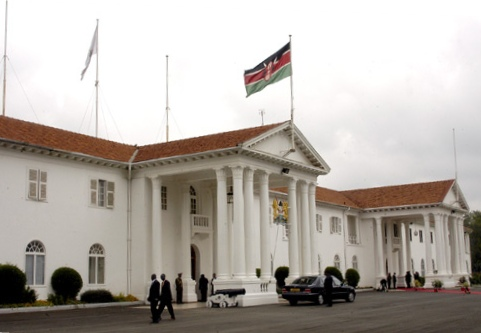
肯亞總統府
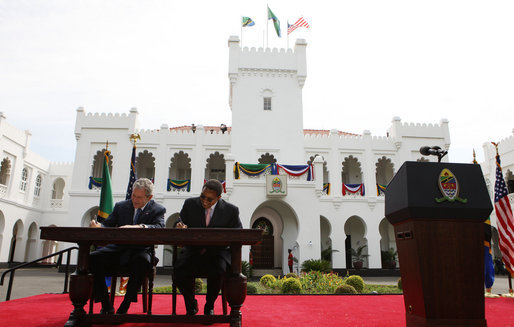
坦尚尼亞總統府
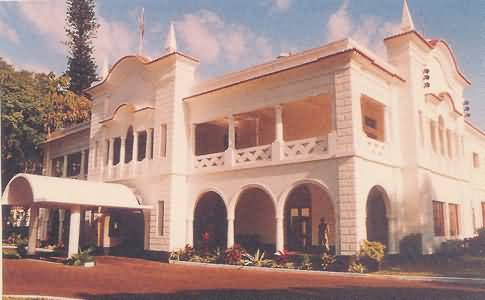
莫三比克總統府
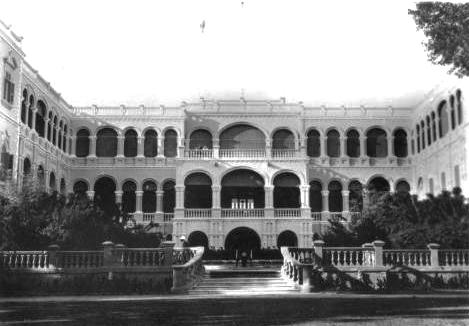
蘇丹共和國總統府
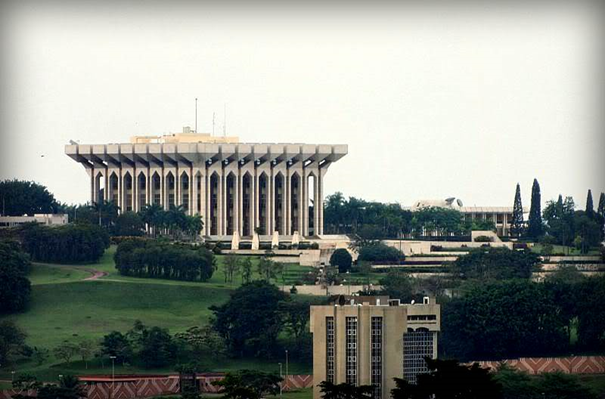
喀麥隆總統府
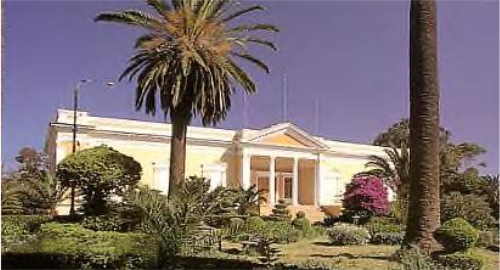
厄立垂亞總統府
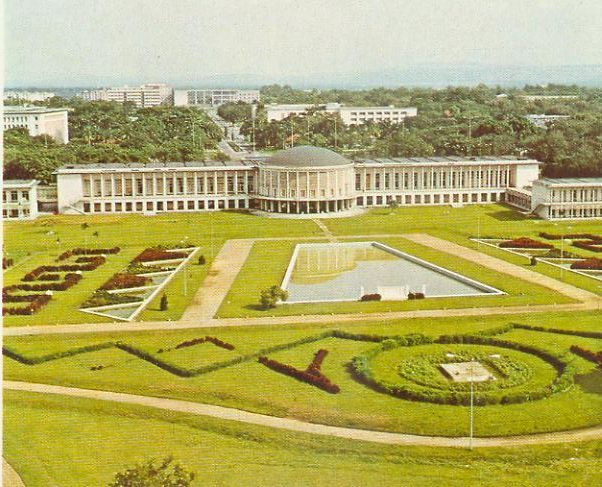
剛果民主共和國國家宮
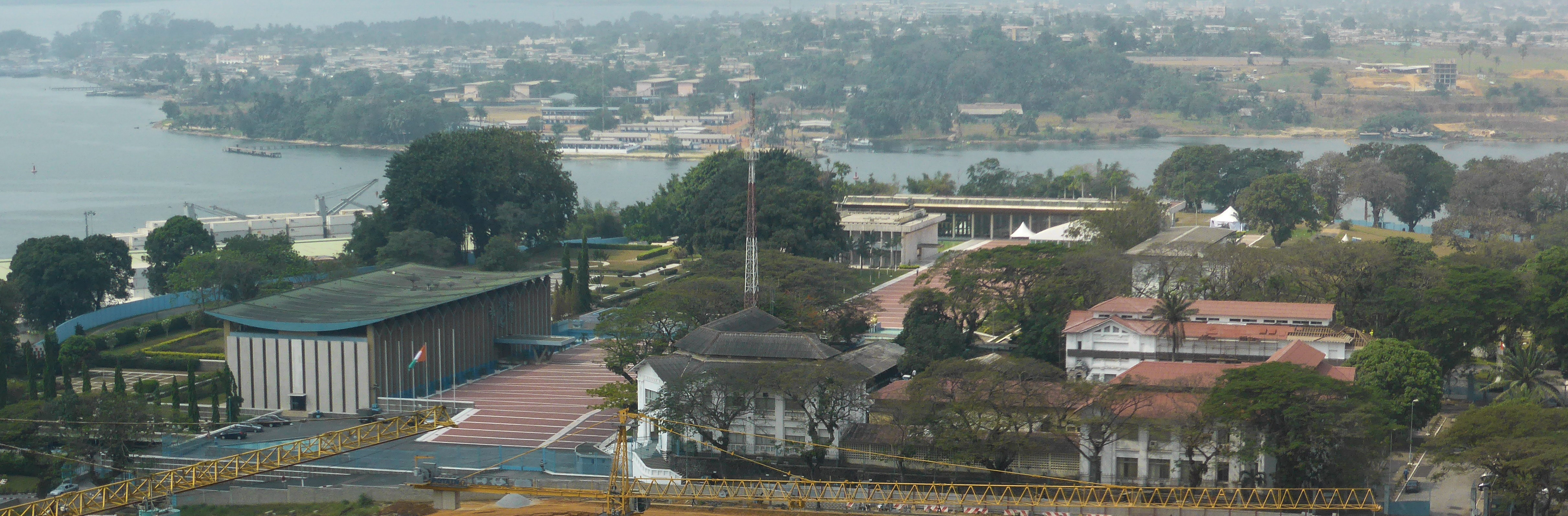
象牙海岸總統府
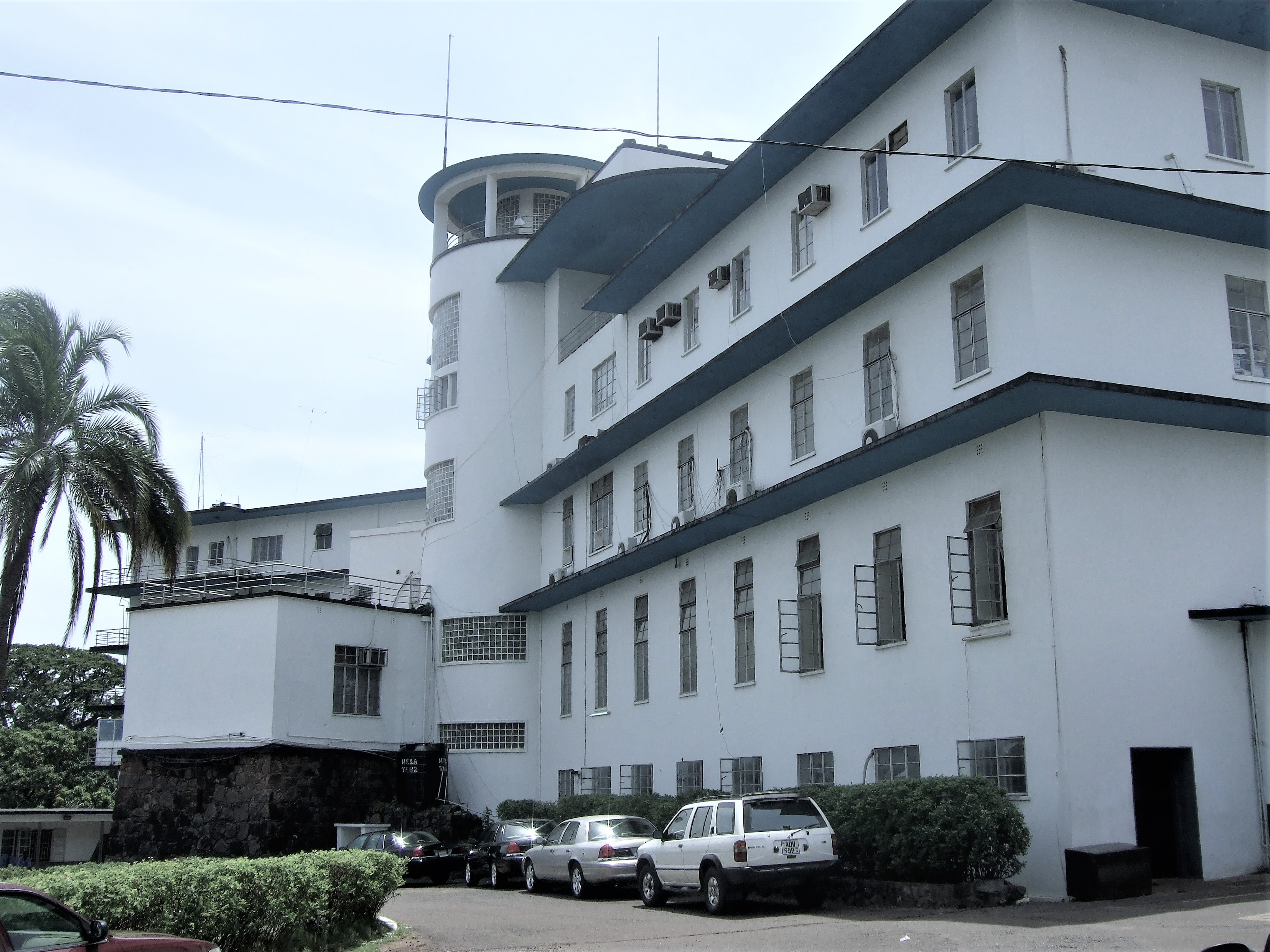
獅子山共和國總統府
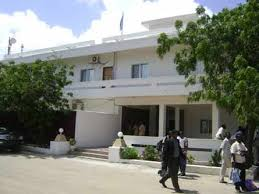
索馬利亞別墅
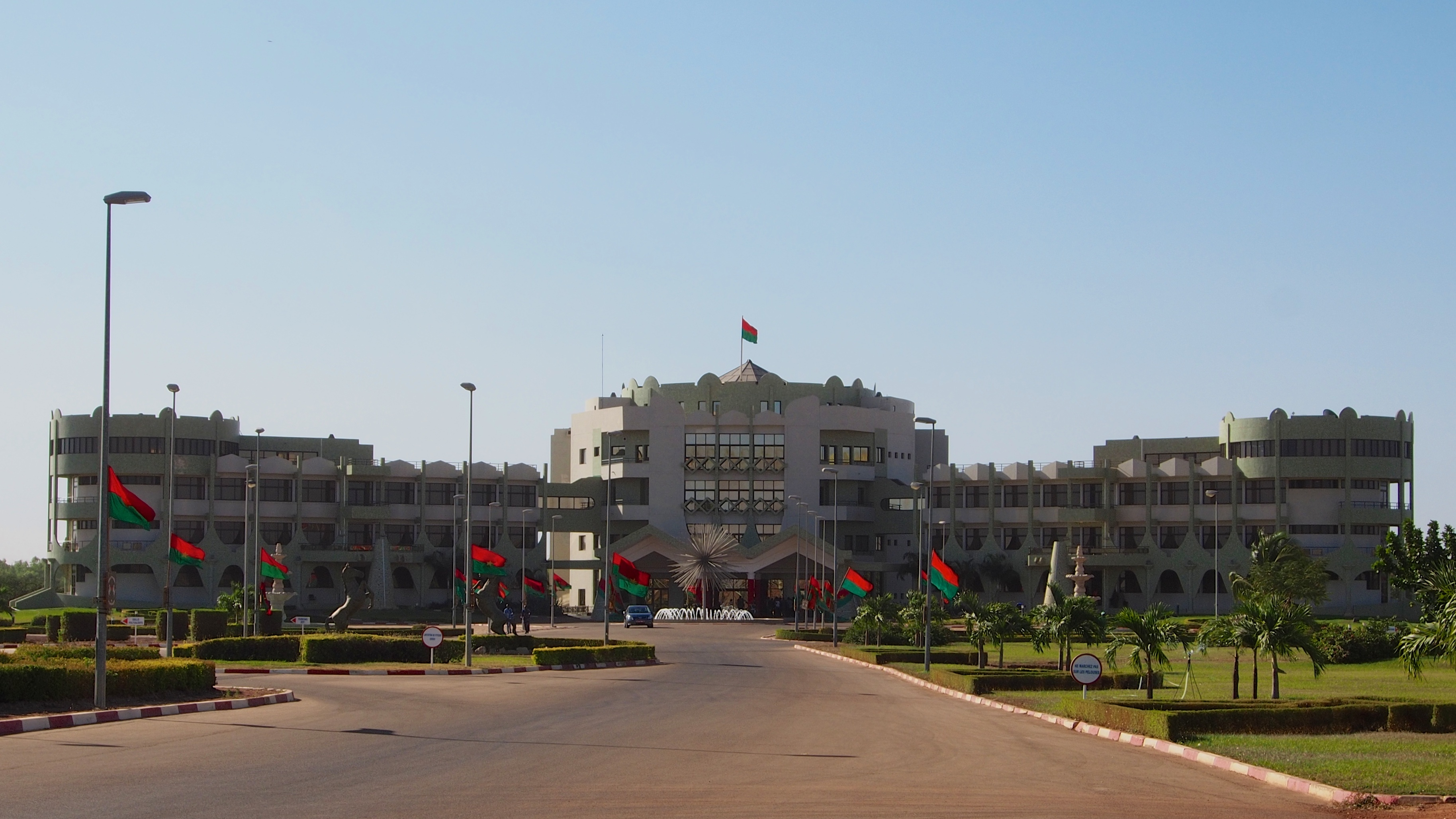
布吉納法索科斯延宮（英语：Kosyam Palace）
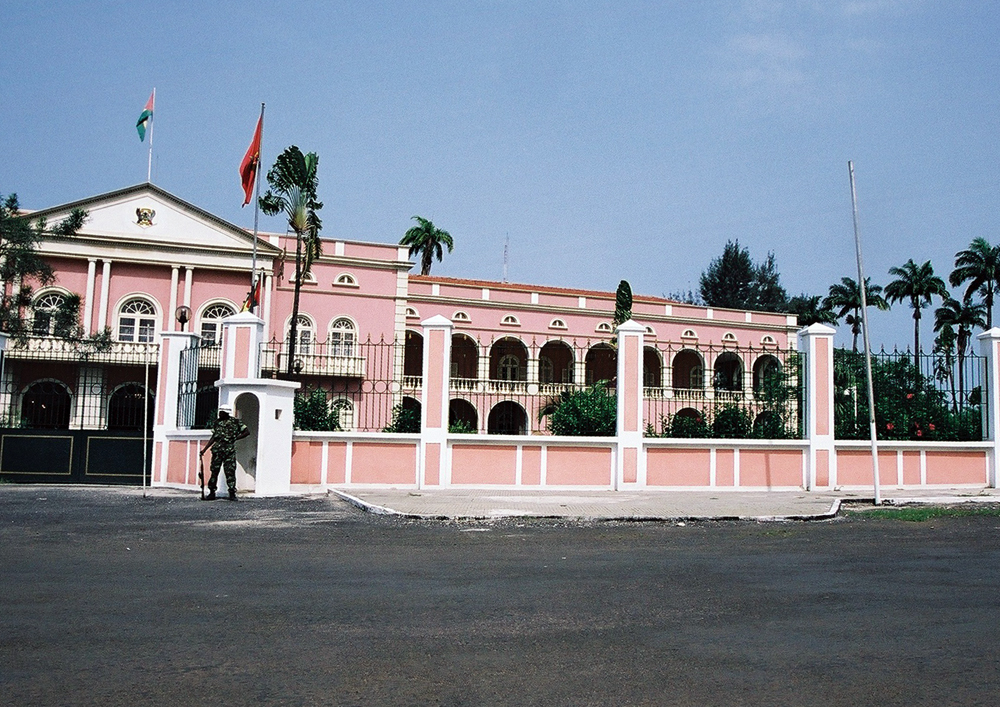
聖多美及普林西比總統府
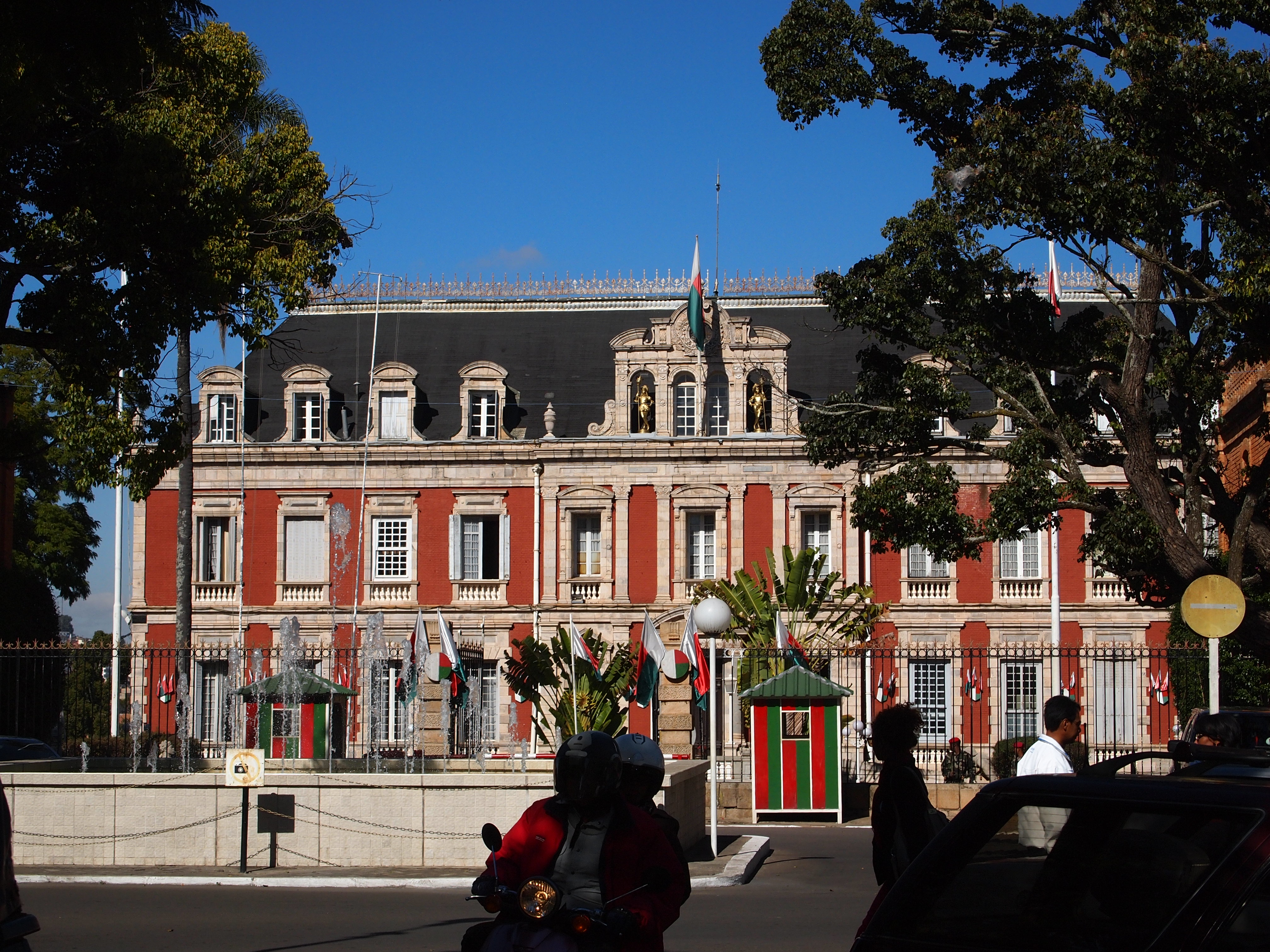
馬達加斯加總統府
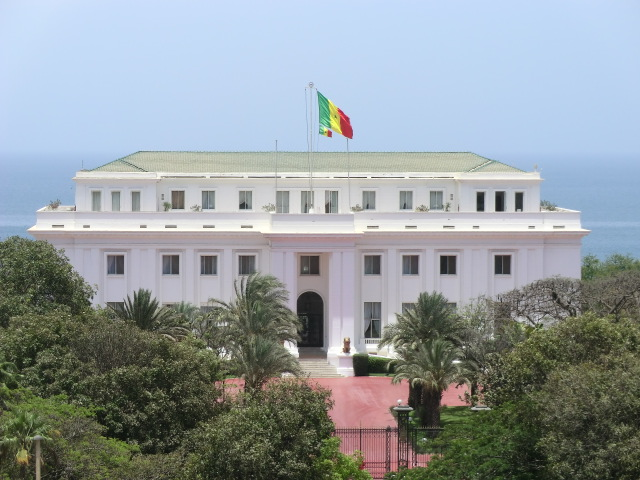
塞內加爾共和國宮
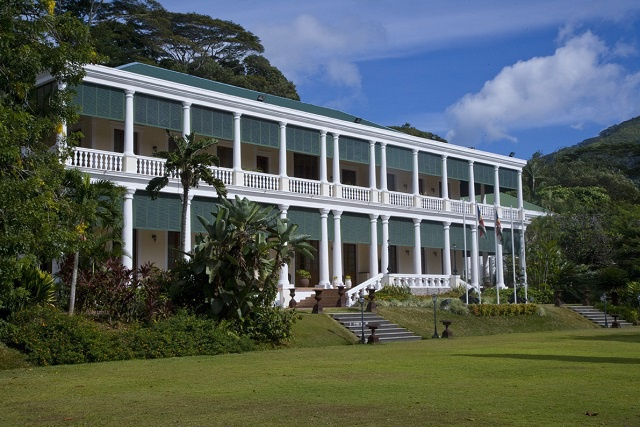
塞席爾總統府
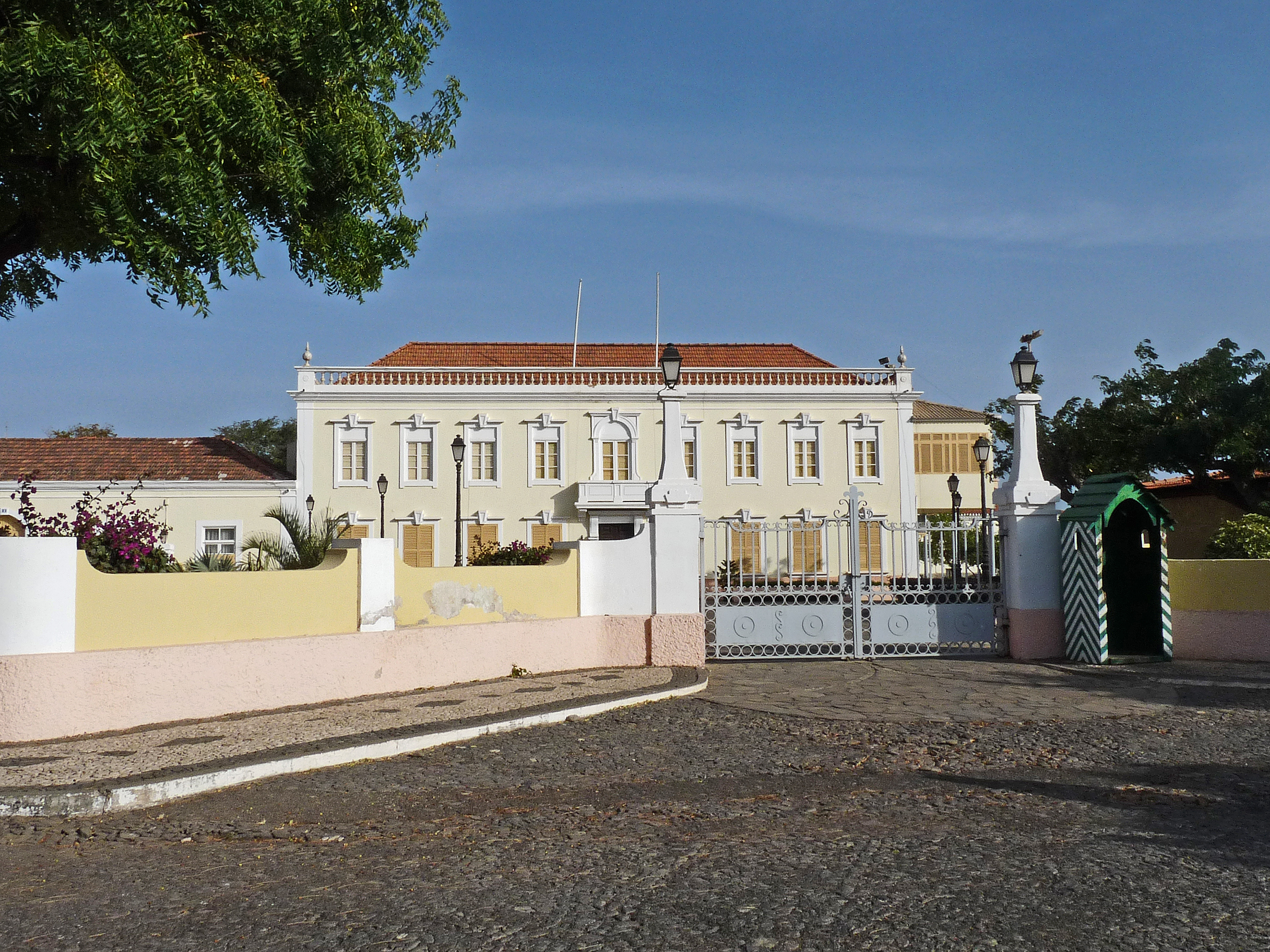
維德角總統府
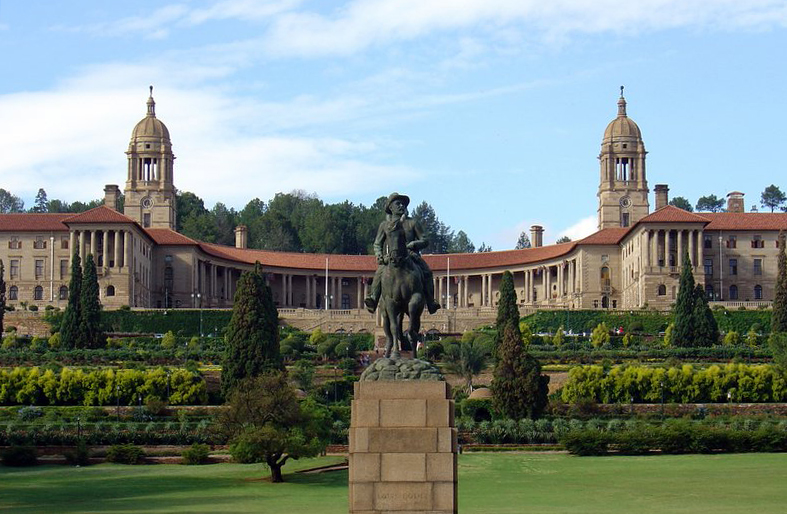
南非聯合大廈（英语：Union Buildings）

## 外部連結
- The world’s most extravagant presidential palaces （页面存档备份，存于）, CNN